# Příbram
Příbram (německy Przibram, Pribram, v období protektorátu Pibrans; vedle obvyklého genitivu Příbrami je v názvech okolních obcí užíván i starší tvar Příbramě) je město v okrese Příbram ve Středočeském kraji, asi 52 km jihozápadně od Prahy v oblasti pod Brdy na říčce Litavce. Žije zde přibližně 33 tisíc obyvatel.
Příbram byla proslulá jako historické hornické město, což nyní připomíná Hornické muzeum Příbram, jedno z největších hornických muzeí v České republice spravující rozsáhlý skanzen. Po útlumu těžby, je známá hlavně díky poutnímu místu Svatá Hora, kde je barokní klášterní komplex. Ten se nachází na kopci přímo nad centrem města, s ním je spojený Svatohorskými schody. Západní dominantu města tvoří zalesněný hřbet hory Třemošná v Brdech.

## Historie
Vedle několika poznámek ve staročeských legendách pochází první skutečná zmínka o Příbrami z roku 1216, tehdy byla majetkem pražského biskupství. 

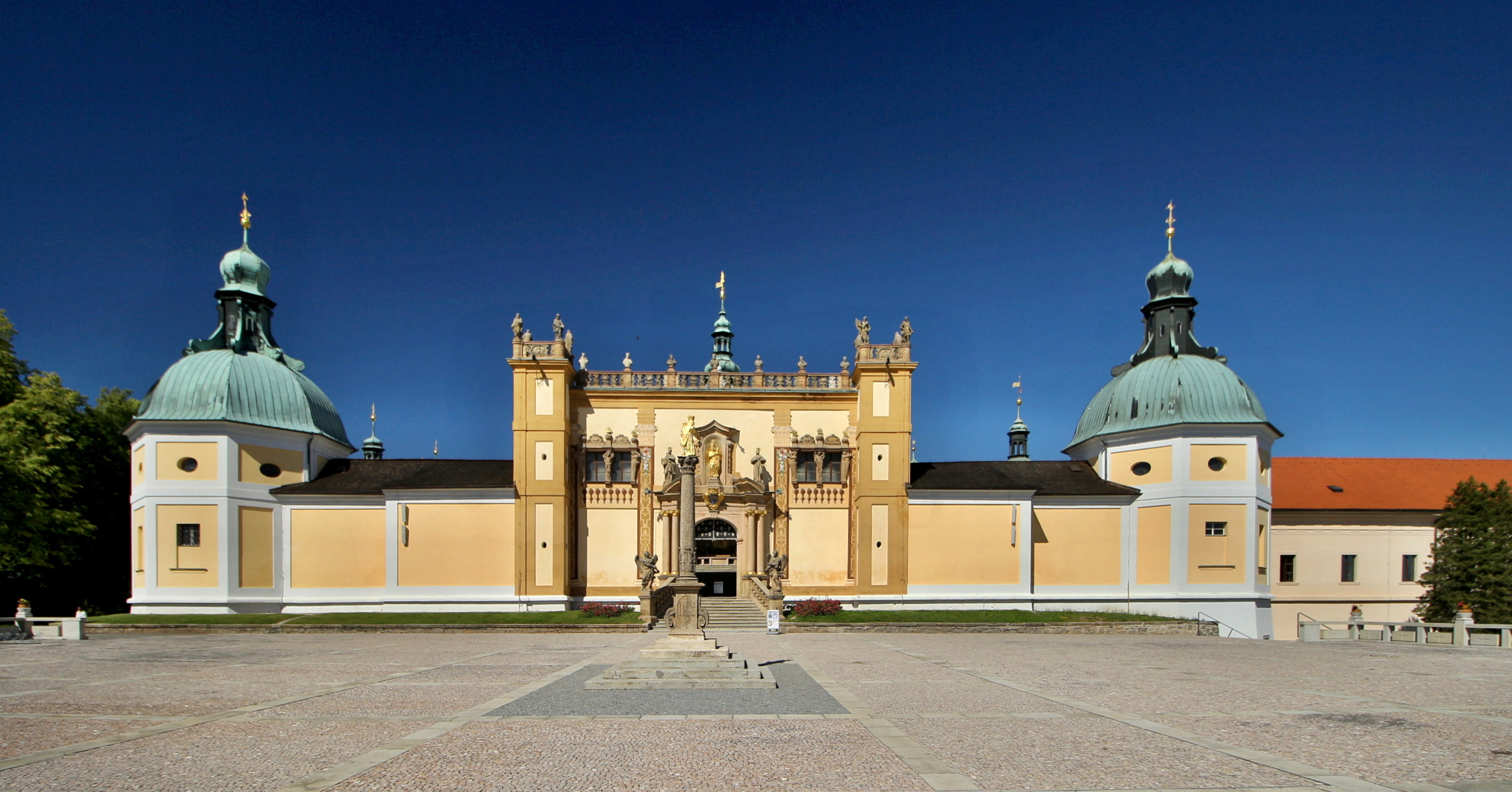
Svatá Hora

Od konce 13. do konce 16. století se v Příbrami těžilo stříbro. Od roku 1579 byla Příbram královským horním městem. Od konce 16. století však došlo k úpadku těžby stříbra (útlum trval více než 200 let). Od r. 1642 do konce 18. století se na Příbramsku těžila železná ruda. V 19. století se opět dobývaly rudy stříbrné a také rudy olověné. Od poloviny 20. století se město stalo centrem těžby uranu.
Městská práva obdržela Příbram od arcibiskupa Zbyňka Zajíce z Hazmburka v roce 1406, potvrzena byla i poté, co se dostala Příbram od roku 1431 do majetku českých králů.
Od roku 1579 byla Příbram královským horním městem. V barokním období vznikl svatohorský komplex – poutní kostel Panny Marie obklopený čtvercovým ambitem s rohovými kaplemi a bývalá rezidence jezuitů. Rozmach dolování pokračoval od 17. století, v 18. století bylo vybudováno pět hlubinných dolů u Příbrami na Březových Horách. V dole Vojtěch byla v roce 1875 poprvé na světě dosažena hloubka 1 000 m. Požár v Mariánském dole v roce 1892 připravil o život 319 horníků. Příbram byla jedním z nejmodernějších evropských důlních revírů až do 20. let 20. století.
Vydáním dekretu ze dne 23. ledna 1849 v Olomouci císařem Františkem Josefem I. došlo k založení báňské školy pro severní země císařství se zaměřením na kovohutnictví. K slavnostnímu otevření došlo 12. listopadu téhož roku v budově Zámečku. K povýšení na vysokou školu došlo roku 1904 s názvem Vysoká škola báňská v Příbrami. Vyučovacím jazykem byla němčina, přestože byla Příbram v té době ryze českým městem. Od počátku však docházelo k rozporům s Němci a němečtí profesoři požadovali přesunutí do německé oblasti severních Čech, do Mostu, Ústí nad Labem nebo do Liberce, v roce 1913 pak němečtí profesoři žádali rozdělení školy na českou a německou fakultu a jejich přidělení k příslušným technickým vysokým školám v Praze nebo Brně. Po osamocení Československa pro změnu žádali o přesun vysoké školy do Prahy. Tyto snahy přetrvávaly až do uzavření všech vysokých škol v Protektorátu Čechy a Morava v roce 1939. Po osvobození Příbrami byl proveden 4. června zápis do školního roku 1939/1945, koncem června se však začalo proslýchat o přeložení vysoké školy do Ostravy, ke kterému došlo dekretem prezidenta republiky ze dne 8. září 1945.
Za druhé světové války byla v okolí Příbrami oblast silného partyzánského hnutí. Příbram byla osvobozena sovětskými partyzány kapitána Olesiňského, ale v nedaleké Slivici padly údajné poslední výstřely druhé světové války na evropském kontinentu až 11. května 1945, o den později se tam vzdaly poslední jednotky německého wehrmachtu. Za komunistického režimu význam Příbrami vzrostl díky těžbě uranu, zdejší doly byly ale v 50. letech také součástí systému táborů nucených prací. Současný život města ovlivnily obdobnou měrou jak společenské změny po sametové revoluci roku 1989, tak ukončení důlní činnosti.

### Příbramský meteorit
Ve městě v roce 1959 dopadl meteorit, který byl významný tím, že byl prvním na světě, u kterého se díky fotografiím zaznamenávajícího jeho dráhu v atmosféře podařilo vypočítat parametry jeho dráhy a přibližné souřadnice jeho dopadu. Několik fragmentů meteoritu bylo nalezeno v okolních obcích.[zdroj?]

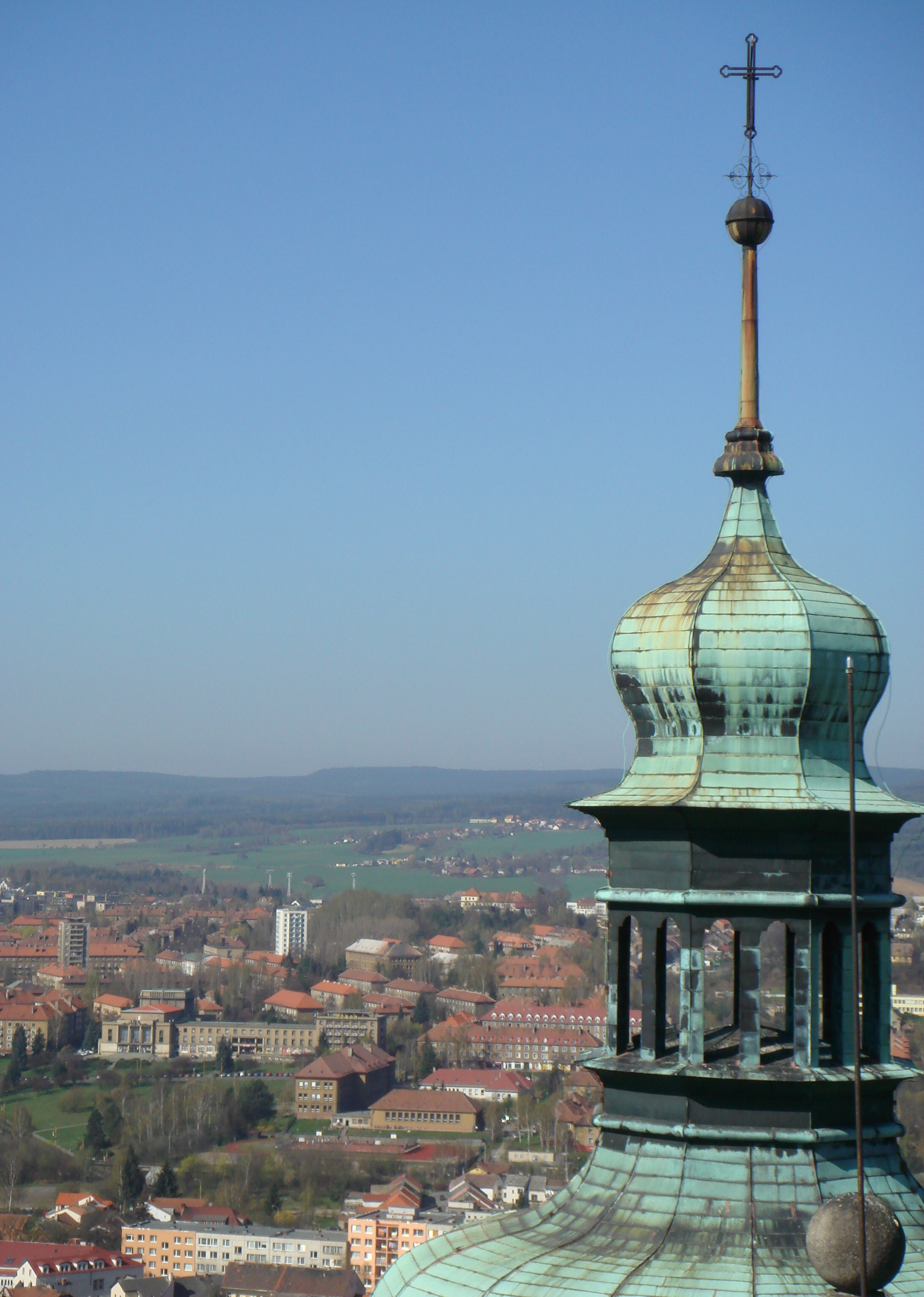
Pohled ze Svaté Hory na Příbram

## Geografie

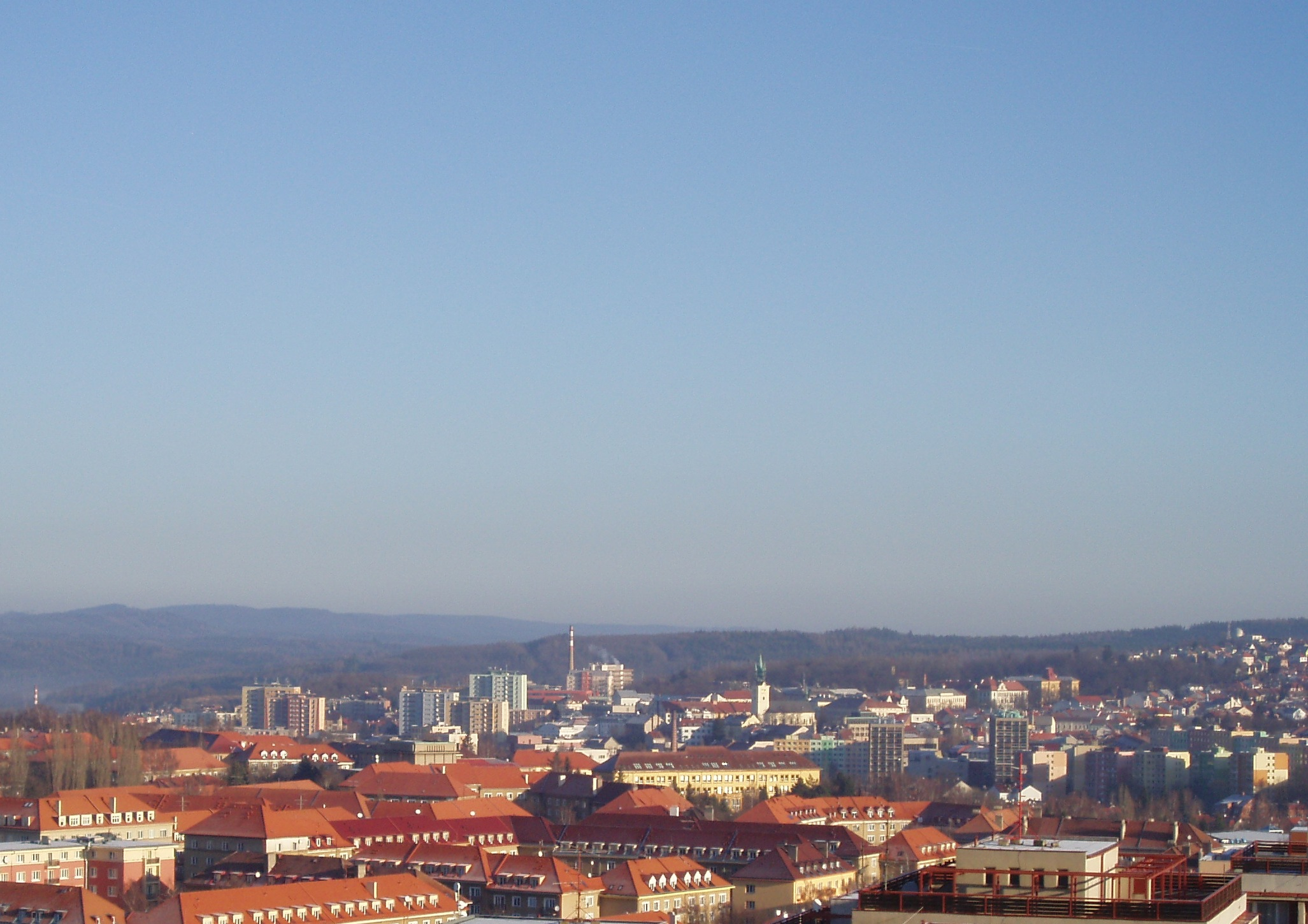
Příbram I

Příbram se nachází na úpatí Brd, jejichž nejvyšší vrchol Tok (865 m) leží jen necelých 10 km západně od centra města. Střední nadmořská výška města je 502 m. Celková výměra města je 36,10 km2. Městem protéká říčka Litavka a Příbramský potok, na němž je přímo v centru města několik rybníků, celková rozloha vodních ploch ve městě je 37,7 ha, tedy 1,1 % rozlohy města.
Důlní činnost ovlivnila podobu krajiny okolo města, v níž se tak nyní nachází mnoho hald s vytěženou zeminou, které se daří jen pomalu rekultivovat. Dílčí rekultivací prošly alespoň haldy uvnitř města. Zemědělská půda pokrývá bezmála polovinu rozlohy města, z více než čtvrtiny jde o ornou půdu (936 ha). Lesů, zasahujících především z lesnatých brdských porostů, je 618 ha.

### Podnebí
Město a nejbližší okolí náleží do klimatické oblasti mírně teplé - B.

| Příbram – podnebí                  | Příbram – podnebí | Příbram – podnebí | Příbram – podnebí | Příbram – podnebí | Příbram – podnebí | Příbram – podnebí | Příbram – podnebí | Příbram – podnebí | Příbram – podnebí | Příbram – podnebí | Příbram – podnebí | Příbram – podnebí | Příbram – podnebí |
| Období                             | leden             | únor              | březen            | duben             | květen            | červen            | červenec          | srpen             | září              | říjen             | listopad          | prosinec          | rok               |
| ---------------------------------- | ----------------- | ----------------- | ----------------- | ----------------- | ----------------- | ----------------- | ----------------- | ----------------- | ----------------- | ----------------- | ----------------- | ----------------- | ----------------- |
| Průměrné denní maximum [°C]        | 0,1               | 1,7               | 6,7               | 12,0              | 17,4              | 20,4              | 22,2              | 21,9              | 17,8              | 12,0              | 5,0               | 1,5               | 11,6              |
| Průměrné denní minimum [°C]        | −5,6              | −5,0              | −1,9              | 1,7               | 6,4               | 9,6               | 11,2              | 10,9              | 7,6               | 3,3               | −0,6              | −3,6              | 2,8               |
| Průměrné srážky [mm]               | 39                | 33                | 40                | 42                | 73                | 80                | 86                | 78                | 55                | 41                | 41                | 43                | 651               |
| Zdroj: climate-data.org říjen 2019 |                   |                   |                   |                   |                   |                   |                   |                   |                   |                   |                   |                   |                   |

## Obyvatelstvo
Podle sčítání 1921 zde žilo v 1 104 domech 11 810 obyvatel, z nichž bylo 6 295 žen. 11 536 obyvatel se hlásilo k československé národnosti, 90 k německé a 16 k židovské. Žilo zde 10 318 římských katolíků, 137 evangelíků, 432 příslušníků Církve československé husitské a 298 židů. Podle sčítání 1930 zde žilo v 1 199 domech 10 469 obyvatel. 10 146 obyvatel se hlásilo k československé národnosti a 117 k německé. Žilo zde 8 550 římských katolíků, 161 evangelíků, 1 011 příslušníků Církve československé husitské a 235 židů.
| Rok            | 1869   | 1880   | 1890   | 1900   | 1910   | 1921   | 1930   | 1950   | 1961   | 1970   | 1980   | 1991   | 2001   | 2011   | 2021   |
| -------------- | ------ | ------ | ------ | ------ | ------ | ------ | ------ | ------ | ------ | ------ | ------ | ------ | ------ | ------ | ------ |
| Počet obyvatel | 14 051 | 16 952 | 21 081 | 21 767 | 20 826 | 17 703 | 15 464 | 13 614 | 26 803 | 29 993 | 35 123 | 36 898 | 35 886 | 33 084 | 31 711 |
| Počet domů     | 1 149  | 1 238  | 1 490  | 1 663  | 1 770  | 1 853  | 1 976  | 2 291  | 2 722  | 2 766  | 2 895  | 3 317  | 3 386  | 3 726  | 4 033  |

Věková struktura obyvatel Příbrami v roce 2011
Rodinný stav obyvatel Příbrami v roce 2011
Vzdělání obyvatel Příbrami v roce 2011

### Rok 1932
Ve městě Příbram (10468 obyvatel) byly v roce 1932 evidovány tyto živnosti a obchody:
- Instituce: okresní úřad, okresní soud, berní správa, berní úřad, katastrální měřičský úřad, důchodkový kontrolní úřad, cejchovní úřad, státní báňské ředitelství, zemské četnické velitelství, okresní četnické velitelství, poštovní úřad, telegrafní úřad, telefonní úřad, 2 katol. kostely, synagoga, státní reálka, státní gymnázium, vysoká škola báňská, státní ústav učitelský, státní hornická škola, veřejná obchodní škola, klášterní kostel řádu redemptoristů, městské muzeum, okresní všeobecná veřejná nemocnice, chudobinec, sirotčinec.
- Živnosti: společenstvo obuvníků, společenstvo krejčí, společenstvo řezníků a uzenářů, společenstvo živností stavebních, společenstvo dřevo, papír nebo kov zpracujících živností, společenstvo pekařů, společenstvo cukrářů, společenstvo kovářů a podkovářů, společenstvo kolářů, společenstvo hostinských a výčepníků, společenstvo holičů, společenstvo mlynářů, obchodní grémium, svépomocná družina pro zájmy průmyslu, obchodu a živností, odbočka odborového svazu trhovců.
- Průmysl: továrna na alba, baterie elektr., doly na stříbro - Státní báňské ředitelství - doly Anna, Vojtěch, Bohutín II, továrna na domácí a kuchyň. nářadí Reichner, dresiny Wohanka, hračky, kovové zboží, lana drátěná, likéry, motouzy a provaznické zboží Kolařík, náboženské předměty a obrazy, olověné zboží, pivovar, pletárna mechan., továrna na poutní zboží, továrna na stroje hospodářské Hejhal, cihelna, 4 mlýny, 3 pily, pivovar, Příbramská strojírna a slévárna Šmolík.
- Služby (výběr): 11 lékařů, zubní lékař, 2 zvěrolékaři, 5 advokátů, notář, 3 antikvariáty, 10 autodrožek, Agrární banka československá, Česká průmyslová banka, Středočeská banka v Příbrami, Okresní záložna hospodářská v Příbrami, Městská spořitelna příbramská, Svépomocná záložna živnostníků v Příbrami, Příbramská lidová záložna, 2 biografy, 3 fotoateliéry, 3 geometři, 8 hodinářů, 39 hostinců, 4 hotely (grandhotel Brožek, Praha, U modrého hroznu, U nádraží), 8 kožišníků, ladič pian, 2 lékárny, 2 pozlačovači, puškař, 7 řezbářů, 2 stavitelé, 3 zubní ateliéry.

## Obecní správa

### Územní vývoj
Město Příbram se skládá z 18 evidenčních částí na 11 katastrálních územích, přičemž obě členění jsou navzájem neskladebná. K městu se ve druhé polovině 20. století postupně připojovaly další obce, aby se pak po roce 1989 opět některé osamostatnily.
V roce 1953 bylo k Příbrami připojeno město Březové Hory, v roce 1961 byla připojena obec Zdaboř, v roce 1975 se přidaly obce Dubno a Háje. V roce 1976 se Příbram rozrostla o obec Žežice s částí Brod, obec Kozičín s částí Lazec a osady Jerusalem a Jesenice z obce Konětopy (jejíž jádrová část se k témuž datu stala součástí obce Milín). V roce 1980 došlo k dalšímu rozšíření, kdy byly připojeny obce Dubenec včetně osady Bytíz, Lhota, Narysov, Podlesí včetně osady Orlov, Trhové Dušníky a osada Zavržice (která do té doby patřila k obci Kamenná, jejíž jádrová část byla rovněž připojena k Milínu). Kromě toho bylo od 1. ledna 1980 zavedeno nové členění katastrálních území Příbram a Březové Hory, které bylo rozděleno na devět částí, číslovaných Příbram I až Příbram IX. Toto členění však nebylo skladebné s katastrálním členěním. Navíc bylo území Březových Hor upraveno tak, že jihovýchodní část byla určena pro sídlištní výstavbu, zatímco severní část se rozšířila o hornickou a hutní oblast. Ke dni voleb 24. listopadu 1990 se osamostatnily obce Dubno a Háje, stejně jako Dubenec (avšak bez osady Bytíz, která k ní původně patřila a nově se tak stala příbramskou exklávou), Lhota u Příbramě, Narysov, Podlesí (bez osady Orlov, která k němu dříve náležela) a Trhové Dušníky. Odtržením obce Háje vznikla situace, kdy katastrální území Háje u Příbramě zůstalo rozdělené mezi dvě obce, protože na něm ležely i části Jerusalem a Jesenice, které zůstaly součástí Příbrami. Tento nezákonný stav byl napraven až v únoru 2018, tedy s více než 27letým zpožděním, kdy bylo zřízeno nové katastrální území Jerusalem.
Zastavěná plocha města činí jednu šestnáctinu její rozlohy, přesně 209 ha.

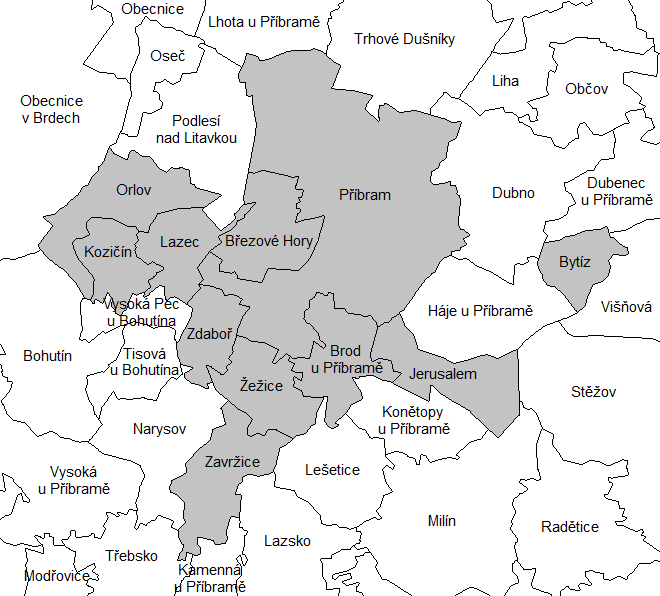
Katastrální mapa Příbrami

### Části města
- Příbram I (k. ú. Příbram)
- Příbram II (k. ú. Příbram)
- Příbram III (= Sázky) (k. ú. Příbram)
- Příbram IV (k. ú. Březové Hory a Příbram)
- Příbram V-Zdaboř (zčásti k. ú. Březové Hory a Příbram, Zdaboř)
  - k Příbrami Zdaboř připojena v roce 1961, předtím od roku 1930 minimálně do roku 1950 samostatná obec, do roku 1921 osada obce Žežice[16]

- Příbram VI-Březové Hory (k. ú. Březové Hory a Příbram)
- Příbram VII (k. ú. Březové Hory a Příbram)
- Příbram VIII (k. ú. Březové Hory a Příbram)
- Příbram IX (= Nová Hospoda) (k. ú. Příbram)
- Brod (k. ú. Brod u Příbramě)
  - k Příbrami připojen k 1. 1. 1976, předtím od roku 1880 samostatná obec, předtím osada obce Žežice[16]
- Bytíz (k. ú. Bytíz)
  - k Příbrami připojena k 1. 1. 1980, předtím od roku 1930 osada obce Dubenec, předtím od roku 1880 osada obce Háje, předtím osada obce Konětopy[16]
- Jerusalem (k. ú. Jerusalem)
  - od února 2018 vyčleněno z katastrálního území Háje u Příbramě, které do té doby bylo rozděleno mezi dvě obce.
- Jesenice (k. ú. Jerusalem)
  - k Příbrami připojena k 1. 1. 1976, předtím osada obce Konětopy[16]
- Kozičín (k. ú. Kozičín)
  - k Příbrami připojen k 1. 1. 1976, předtím od roku 1880 samostatná obec, předtím osada obce Lazec[16]
- Lazec (k. ú. Lazec)
  - k Příbrami připojen k 1. 1. 1976, předtím od roku 1950 osada obce Kozičín, předtím nejméně do roku 1930 samostatná obec[16]
- Orlov (k. ú. Orlov)
  - k Příbrami připojen od 1. 1. 1980, předtím od 1. 1. 1976 část obce Podlesí, předtím od roku 1880 samostatná obec, předtím osada obce Podlesí[16]
- Zavržice (k. ú. Zavržice)
  - k Příbrami připojeny od 1. 1. 1980, předtím osada obce Kamenna či Kamenná[16]
- Žežice (k. ú. Příbram a Žežice)
  - k Příbrami připojeny k 1. 1. 1976, předtím samostatná obec[16]

Odloučené části:
- Dubno, osamostatněno 24. 11. 1990, k Příbrami připojeno 1. 1. 1975, předtím samostatná obec[16]
- Háje (dříve také Háj), osamostatněny 24. 11. 1990, k Příbrami připojeny 1. 1. 1975, předtím od roku 1880 samostatná obec, předtím osada obce Konětopy[16]
- Dubenec osamostatněn 24. 11. 1990, k Příbrami připojen 1. 1. 1980, předtím samostatná obec[16]
- Lhota u Příbramě (před druhou světovou válkou Německá Lhota, do roku 1991 pak střídavě jen Lhota), osamostatněna 24. 11. 1990, k Příbrami připojena 1. 1. 1980, předtím od roku 1880 samostatná obec, předtím osada obce Dušníky[16]
- Narysov (dříve také Narisov), osamostatněn 24. 11. 1990, k Příbrami připojen 1. 1. 1980, předtím samostatná obec[16]
- Podlesí, osamostatněno 24. 11. 1990, k Příbrami připojeno 1. 1. 1980, předtím samostatná obec[16]
- Trhové Dušníky, osamostatněny 24. 11. 1990, k Příbrami připojeny 1. 1. 1980, předtím od roku 1880 samostatná obec, předtím osada obce Dušníky[16]

Součástí města jsou také základní sídelní jednotky Beránky, Bechyňka, Brod-východ, Bytíz-haldy, Březové Hory-jih, Březové Hory-sever, Březové Hory-západ I, Březové Hory-západ II, Čertův pahorek, Drkolnov, Ferdinandka, Fialka, Hájek, K Nové Hospodě, Nad Litavkou, Na Planinách, Nemocnice Příbram, Nová Hospoda, Nový rybník, Oblastní nemocnice Příbram, Pod Drkolnovem, Pod Květnou, Pod Svatou Horou, Pod Šachtami, Průhon, Příbram-historické jádro, Rudolfka, Sídliště na Plzeňské, Svatá Hora, Ševčiny, U Dolu Anna, U Litavky, U nádraží, U pražské silnice, U Příbramského potoka, U Svatého Jana, U stadionu, U Vojtěcha, Za Brodskou, Za Svatou Horou, Zdaboř-Červená, Zimní stadion a Žežičky. K městu patří také Baník, Fialův Mlýn, Hatě, Haťská Hájovna, Haťská Chalupa, Křižáky, Lázně, Ornův Mlýn, Pohodnice, Průmyslová zóna, Pod Červenou, Sázky, Svatohorský Důl, U Slaniny a Vojna.

### Územněsprávní začlenění
Dějiny územněsprávního začleňování zahrnují období od roku 1850 do současnosti. V chronologickém přehledu je uvedena územně administrativní příslušnost obce v roce, kdy ke změně došlo:
- 1850 země česká, kraj Praha, politický i soudní okres Příbram[17]
- 1855 země česká, kraj Praha, soudní okres Příbram
- 1868 země česká, politický i soudní okres Příbram
- 1939 země česká, Oberlandrat Tábor, politický i soudní okres Příbram[18]
- 1942 země česká, Oberlandrat Praha, politický i soudní okres Příbram[19]
- 1945 země česká, správní i soudní okres Příbram[20]
- 1949 Pražský kraj, okres Příbram[21]
- 1960 Středočeský kraj, okres Příbram
- 2003 Středočeský kraj, okres Příbram, obec s rozšířenou působností Příbram

## Městské organizace a služby
Město Příbram má několik příspěvkových organizací. Mezi ně patří Centrum sociálních a zdravotních služeb města Příbram, které zahrnuje Azylový dům, sociální byty, dětskou skupinu, domov seniorů, domovy s pečovatelskou službou, nízkoprahové denní centrum (noclehárna), protialkoholní záchytnou stanici, rehabilitační stacionář, sociální poradnu a městské ubytovny. 
Další příspěvkovou organizací je Divadlo Antonína Dvořáka Příbram, Galerie Františka Drtikola Příbram, Knihovna Jana Drdy a několik škol a školských zařízení. Tyto zahrnují dětské skupiny a rehabilitační stacionář Příbram, mateřské školy, samostatné školní jídelny, školy zřizované jinými zřizovateli, základní školy a základní umělecké školy.
Sportovní zařízení města Příbram zahrnují Aquapark, areál Nový rybník, sportovní halu a zimní stadion. Technické služby města Příbrami se starají o čištění města a zimní údržbu, dětská hřiště, kompostárnu, komunikace, odtah vozidel, parkovací dům a autobusové nádraží, psí útulek v Lazci, Re-use centrum, sběrný dvůr, správu hřbitova, stavební činnost, svoz komunálního odpadu, veřejné osvětlení a parkoviště, veřejnou zeleň a vyjádření ke stavbám.
K organizacím bez právní subjektivity patří Městská realitní kancelář a Městské kulturní centrum Příbram. Ostatními organizacemi jsou Městská policie a Městské lesy Příbram. Nové dopravní hřiště v Příbrami bude slavnostně otevřeno 4. října 2024,[potřebuje aktualizovat] přičemž správu areálu zajistí Sportovní zařízení města Příbrami a dopravní výchovu bude zajišťovat městská policie. Ve městě se také nachází Junior klub, který nabízí koncerty, cvičení, standupy, disko a možnost pronájmu na akce. Provozovatelem jsou Sportovní zařízení města Příbram. O plánování, organizaci a realizaci programů a akcí se stará Městské kulturní centrum Příbram.

## Politika
Od sametové revoluce se uskutečnily v Československu a České republice šestery parlamentní volby. V komunálních volbách v roce 1990 získalo v Příbrami většinu od 50 do 57 procent Občanské fórum. V roce 1992 zvítězila v Příbrami pravicová koalice Občanské demokratické strany a Křesťanskodemokratické strany (KDS) se ziskem od 25 do 34,8 % hlasů. V obou případech se volilo do tří různých komor (do Sněmovny národů a Sněmovny lidu Federálního shromáždění a do České národní rady). Od roku 1996 vítězila v Příbrami ČSSD, v roce 1996 získala 30 % hlasů a v dalších volbách v letech 1998, 2002 a 2006 se její zisky pohybovaly od 34,3 do 36,8 % hlasů. ODS se pokaždé umístila na druhém místě.V roce 2014 vyhrálo komunální volby ANO 2011 se ziskem 30,01 % hlasů (10 mandátů), ČSSD získala 14,8 % (4), TOP 09 12,87 % (4), Šance pro Příbram 9,12 % (3), KSČM 11,92 % (3) a ODS 5,32 % (1). V roce 2018 vyhrálo komunální volby opět hnutí ANO 2011 se ziskem 38,87 % hlasů (a 12 mandátů), druhá TOP 09 získala 15,19 % hlasů (5 mandátů), KSČM 6,91 % (2 mandáty). Další mandáty získaly ODS (2), Šance pro Příbram (2), Česká pirátská strana (1) a Příbramáci pro Příbram (1). Město je centrem volebního obvodu Příbram pro senátní volby. Ve druhém kole voleb v roce 1996 získal křeslo sociální demokrat Zdeněk Vojíř, ale v roce 2002 svůj mandát ztratil ve prospěch Jaromíra Volného z ODS. Volební výsledek v samotném městě byl pokaždé srovnatelný s výsledkem v celém volebním obvodě. V říjnu 2008 vyhrál ve druhém kole starosta Josef Řihák (ČSSD) nad stávajícím senátorem Volným. V roce 2014 byl zvolen senátorem Ing. Jiří Burian (ODS), který ve 2. kole vyhrál nad MUDr. Vladimírem Dandou z ANO 2011.

### Starostové
- Václav Chvál (OF) (1990–1991)
- Josef Vacek (KDU-ČSL) (1991–2002)
- Ivan Fuksa (ODS) (2002–2006)
- Josef Řihák (ČSSD) (2006–2012)
- Pavel Pikrt (ČSSD) (2012–2014)
- Jindřich Vařeka (ANO) (2014–2019)
- Jan Konvalinka (ANO) (2019–současnost)

## Hospodářství

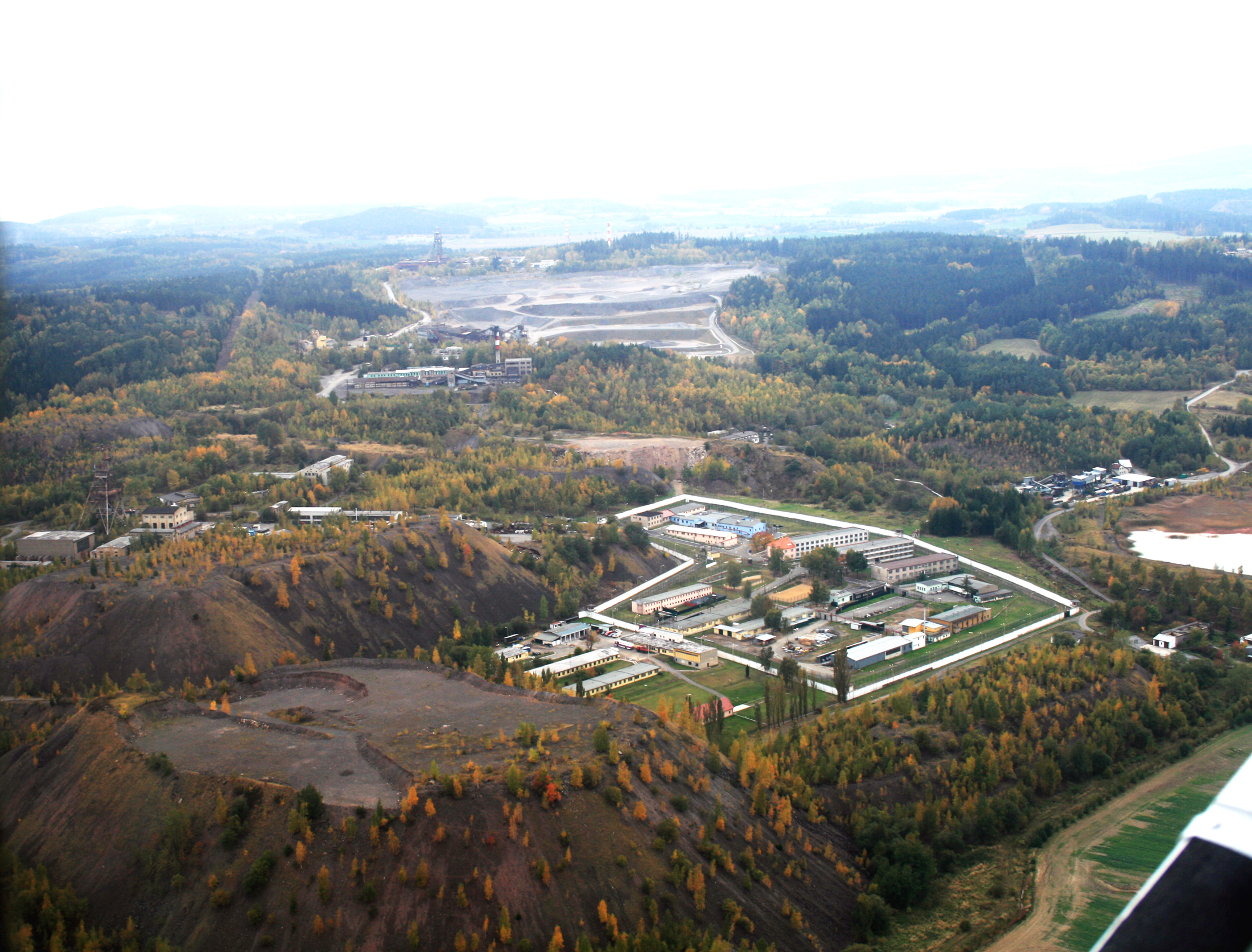
Zbytky důlní činnosti v okolí Příbrami

Příbramská ekonomika byla dlouhá staletí závislá na hornictví a jeho dodavatelských provozech. Když na konci 80. let 20. století začal útlum důlní činnosti v Příbrami, zahrnovaly hlavní příbramské podniky ČSUP (Český státní uranový průmysl), Rudné doly a pomocné provozy jako ZRUP (Základna rozvoje uranového průmyslu) a další. Význam měla také továrna na výrobu hraček Hamiro.
Po roce 1989 vedly k restrukturalizaci hospodářství v Příbrami hlavně dva faktory, a to uzavření dolů a změny ve vlastnictví podniků (privatizace). V Příbrami sídlí Správa uranových ložisek, klíčové oddělení koncernu DIAMO, s. p., pokračovatele ČSUP. Přestože se dostaly do nových rukou, některé dodavatelské podniky pokračují ve své výrobní činnosti. 
Okresní hospodářská komora v Příbrami byla založena v roce 1993.
Své sídlo má v Příbrami řada podniků služeb a obchodu. Nadregionální význam mají také některé podniky nebo pobočky potravinářského průmyslu (pekárna, nápoje, masokombinát). V Příbrami působí následující velké podniky:
- DISA – technologie a zařízení pro úpravu vody
- Energo Příbram – teplárna a dřevní štěpka
- Halex-Schauenberg – ocelové budovy a konstrukce
- Kovohutě Příbram, a.s. – recyklace a výroba olova a drahých kovů
- Průzkum Příbram, s.r.o. – důlní a geologické práce
- RAVAK a.s. – největší výrobce van a sprchových koutů ve střední a východní Evropě
- Stella Ateliers, s.r.o. – výroba ložního prádla
- Vibros, s.r.o. – výroba příložných vibrátorů a vibračních strojů
- Wheelabrator Czech, s.r.o. – výroba tryskacích strojů
- Yoko, s.r.o. – plyšové hračky
- ZAT, a.s. – výroba řídicích a informačních systémů pro energetiku, dopravu a průmysl
- ZRUP, a.s. – výroba obytných buněk, ocelových konstrukcí a stavebních prvků

V letech 2009–2018 zde měl sídlo i maloobchod s počítači a elektronikou CZC.cz.

## Doprava

### Dopravní síť
Městem vedou silnice I/18 Rožmitál pod Třemšínem – Příbram – Sedlčany – Votice a silnice II/118 Nové Dvory – Budyně nad Ohří – Slaný – Kladno – Beroun – Zdice – Příbram – Kamýk nad Vltavou – Krásná Hora nad Vltavou – Petrovice. Z města dále vychází silnice I/66 Příbram – Milín. Do města dále vedou silnice III. třídy. Asi 6 km východně od města vede dálnice D4 z/do Prahy. Na jihu pokračuje jako silnice I/4 Strakonice – Vimperk – Strážný, která je v současnosti (2024) přestavována na dálnici. V Německu je tato silnice spojena se silnicí č. 2 přes Pasov do Mnichova.  
V plánu je výstavba jihovýchodního obchvatu Příbrami, který má zlepšit dopravní situaci v oblasti. Projekt je rozdělen do dvou etap. První etapa má začít v roce 2026 a bude vést od Brodu směrem k dálnici D4. Druhá etapa, která je plánována o 2 roky dříve, v roce 2024, spojí Bohutín s novou kruhovou křižovatkou u Brodu. Celková délka druhé části obchvatu má být zhruba 5,5 km. Projekt by měl v některých částech města, nejvíce obyvatelův Březových Hor, výrazně snížit dopravní zatížení, a to až o 80 %. Projekt by měl vyjít na 1 miliardu Kč bez DPH.

### Autobusová doprava

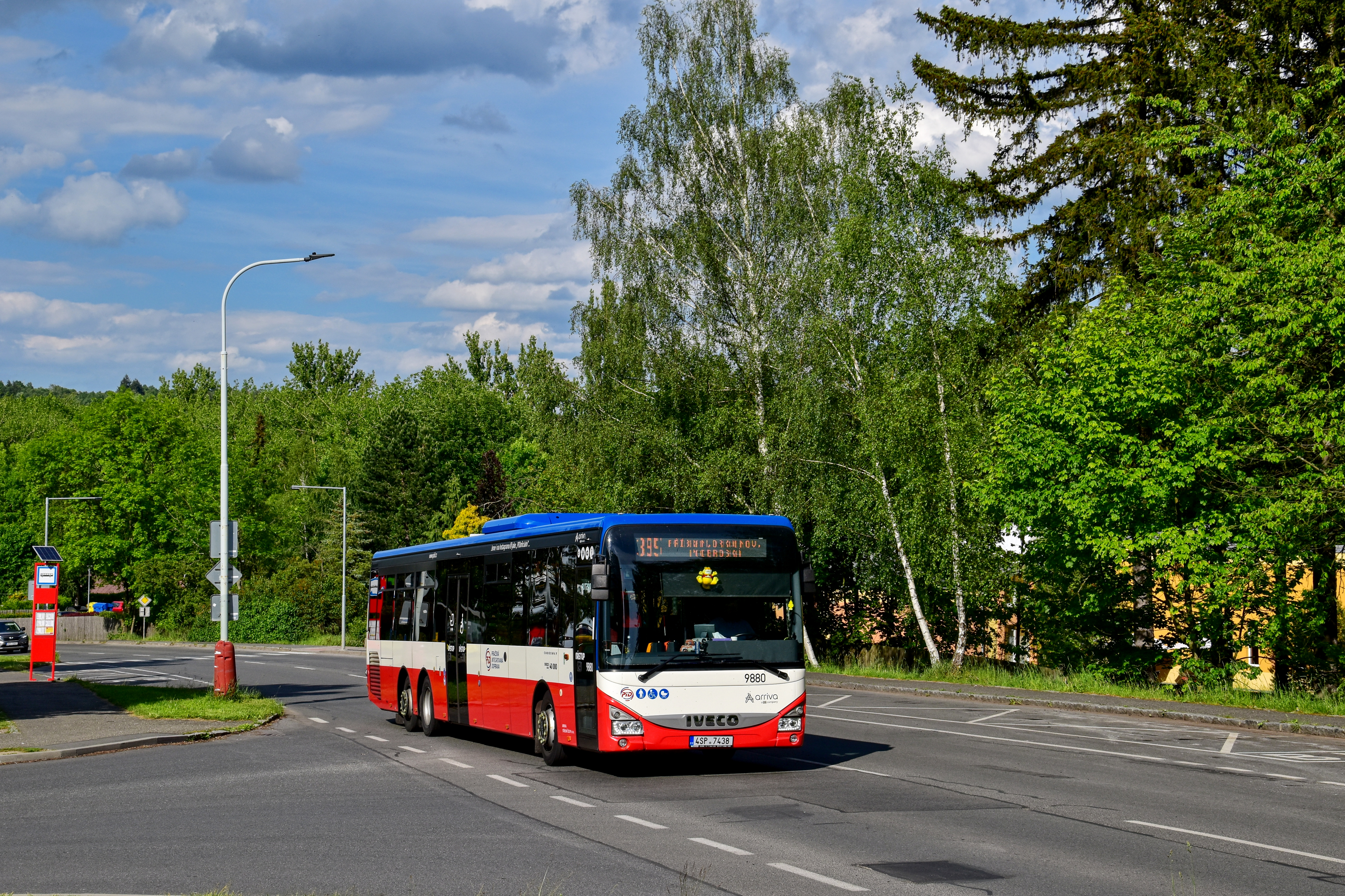
Iveco Crossway, jeden z nejpoužívanější autobusů na linkách 395 a 393 směr Praha

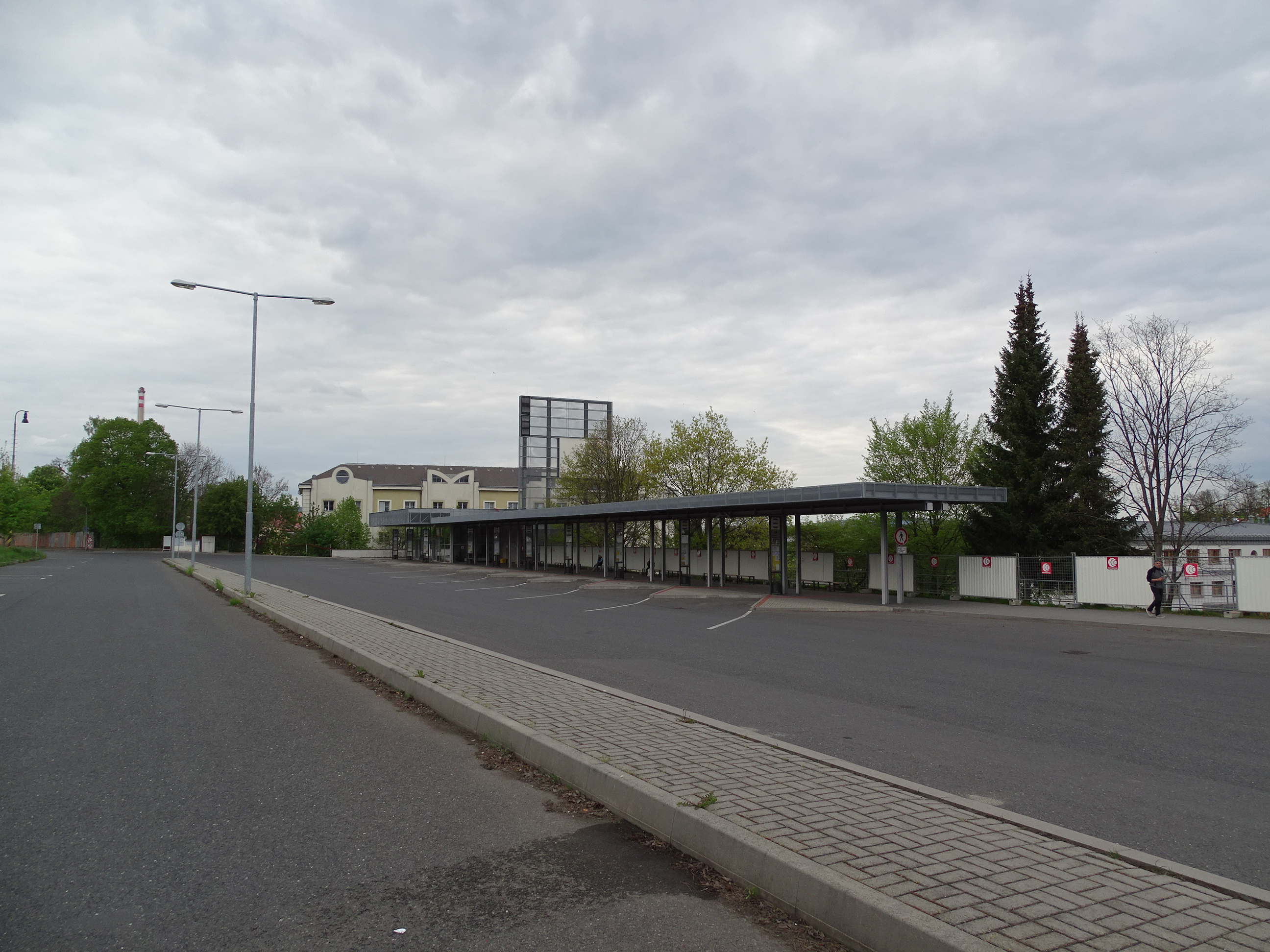
Autobusové nádraží (terminál)

Meziměstská autobusová doprava v Příbrami je zajišťována především společností Arriva Střední Čechy, popřípadě společnostmi Martin Uher, ČSAD Benešov či ČSAD AUTOBUSY České Budějovice. Město má dobré spojení nejen s Prahou, ale také s dalšími českými městy. Autobusy do Prahy jezdí v pracovní dny každých 20 minut, o víkendu každých 30 minut. Příbram a okolí je součástí Pražské integrované dopravy (PID).

### Městská hromadná doprava

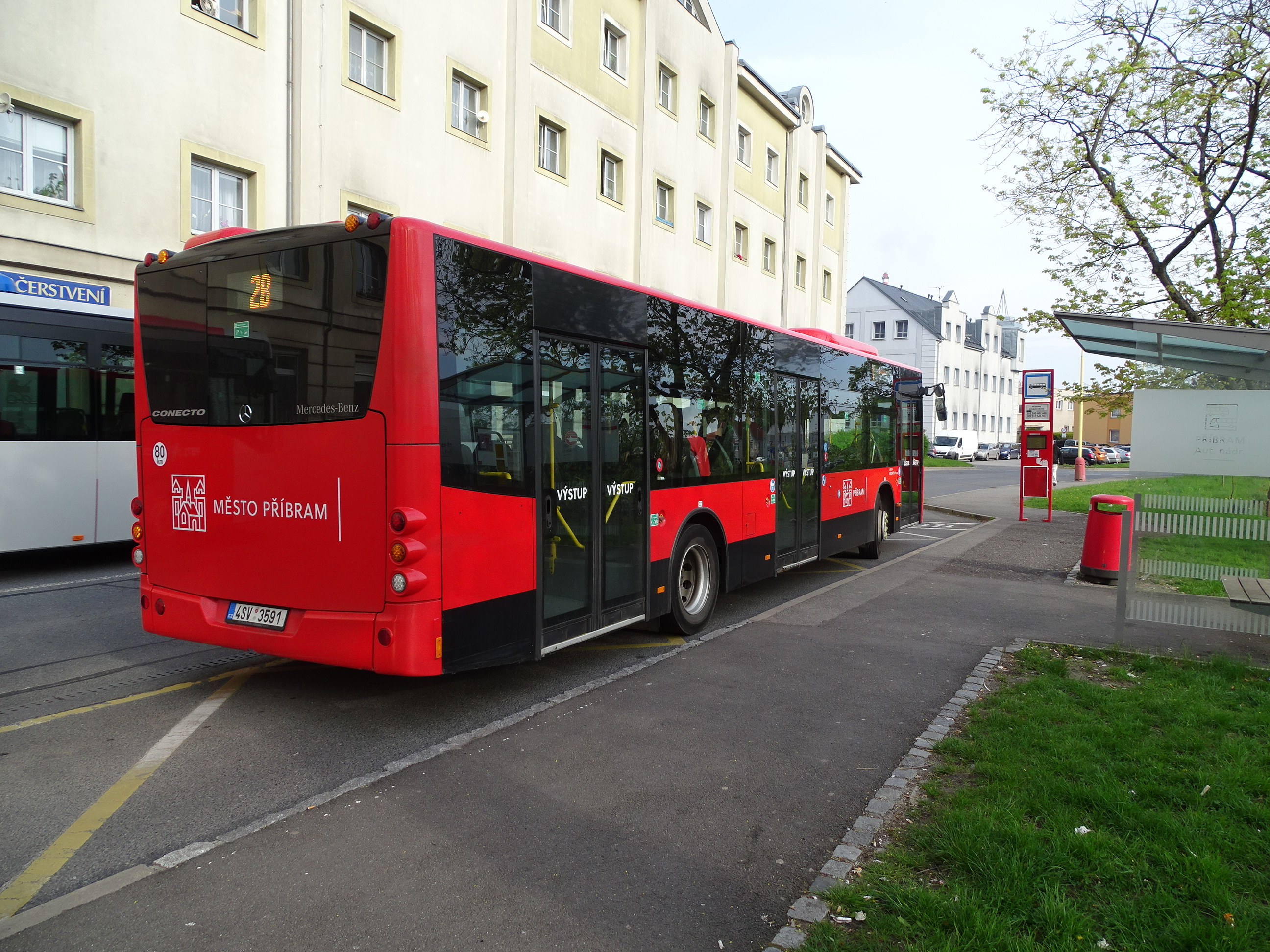
Autobus MHD na lince 2B (dnešní 502) na zastávce aut. nádr. (ul. Čs. armády) (dříve Dolejší obora)

Autobusové zastávky jsou rozesety po celém městě a zahrnují nejen centrální části, ale také okolní obce a městské části. Mezi zastávky ve městě patří například Archiv, autobusové nádraží (aut.nádr.), Březové Hory, Československé armády, Drkolnov, Hornických učňů, II.poliklinika, III.poliklinika, Jiráskovy sady, Kladenská, Milínská, nám.17.listopadu, nám.T.G.M., Nová Hospoda, Nový rybník, Plzeňská, Sázky, Seifertova, Slivických bojovníků, Svatá Hora, Šachetní, Školní kruhový objezd, Zdaboř, Zdaboř,Červená, Zdaboř,Žežická nebo Žižkova. Autobusové zastávky se nacházejí i ve všech vesnicích spadající pod Příbram. Autobusová síť tak pokrývá širokou škálu lokalit, aby bylo co nejpohodlnější cestovat obyvatelům města i okolních obcí. Městská autobusová doprava v Příbrami je provozována společností Arriva Střední Čechy.
Městská autobusová doprava v Příbrami je provozována společností Arriva Střední Čechy, která využívá autobusy značek Mercedes-Benz Connecto, SOR BN 10,5 a Iveco Crossway.
Dne 10. prosince 2023 došlo v Příbrami k integraci městské autobusové dopravy do systému PID, což přineslo cestujícím větší flexibilitu při volbě spojů jak v městské síti, tak i v regionálních trasách. Při této integraci došlo k přečíslování původních linek, aby lépe korespondovaly s číselnou řadou linek v rámci systému PID. V rámci integrace městské autobusové dopravy v Příbrami do systému PID došlo také k přejmenování několika zastávek z důvodu zlepšení orientace cestujících nebo nových pravidel českého pravopisu. Například zastávka Hornických učňů byla dříve známá jako Stalingrad, Československé armády byla přejmenována z Hořejší obory, Dolejší obora byla naopak přejmenována na aut.nádr. (ul. Čs.armády), Stadion Horymír nyní nese název Žižkova a zastávka Slivických bojovníků byla dříve označena jako Sázky,rozc. Většina změn je, ale nepatrná, došlo k přečíslování linek. O víkendech v letní sezóně je také provozován cyklobus linky 505 (dříve 5B), který je vybaven nosičem pro 6 jízdních kol. Cyklobus je k dispozici po celý den, navíc navazuje na spěšný vlak Cyklo Brdy, což umožňuje začít svou cyklotrasu přímo v Brdech. Přeprava jízdních kol je na této lince zcela zdarma. Parkoviště (depo) nejen městských autobusů se nachází v ulici K Podlesí.

Při integraci městské autobusové dopravy v Příbrami do systému PID došlo k několika změnám. Obce Dubenec a Háje a místní část Bytíz nyní obsluhují pouze regionální linky PID, hlavně linka 517. Zastávka Bytíz,věznice je obsluhována novými spoji linky 501. Obec Dubno je nově obsluhována pouze regionálními linkami PID. Místní části Jerusalem a Jesenice obsluhuje především regionální linka 500 a vybrané spoje městské linky 565. Do místní části Sázky bude kromě regionální linky 500 jezdit také městská linka 565 podle nového jízdního řádu, a vybrané spoje linek 501 a 507. Obslužnost obcí Lhota u Příbramě, Podlesí, a místních částí Brod a Zavržice zůstává beze změn.

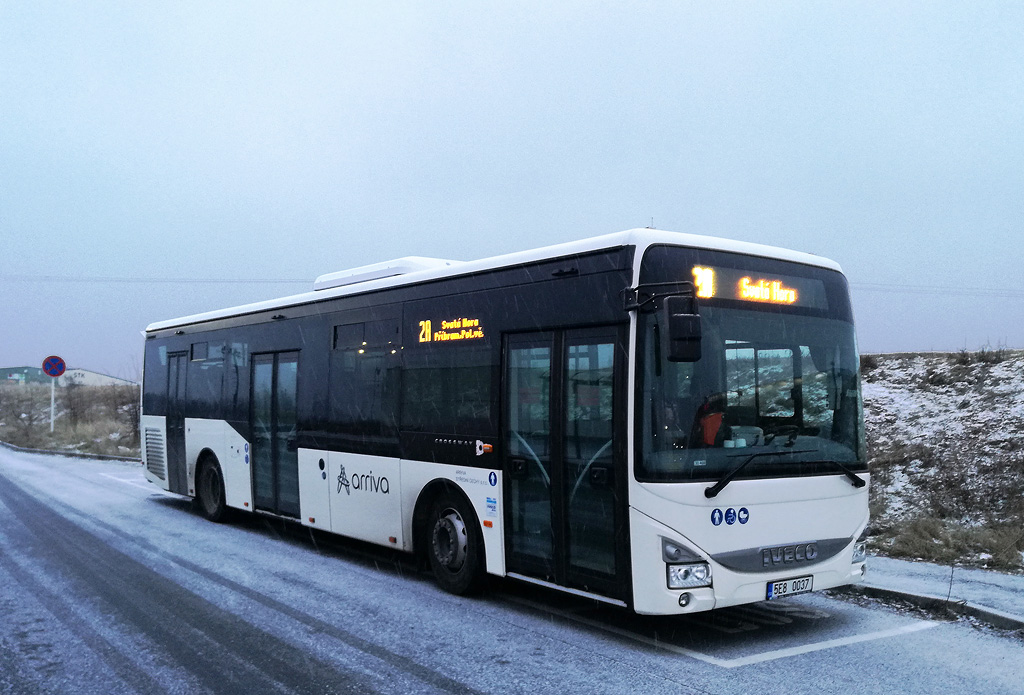
Nejmodernější autobus na lince MHD 2A (dnešní 502)

Autobusové nádraží se nachází v blízkosti vlakového nádraží. V lednu 2010 byla dokončena jeho rozsáhlá rekonstrukce. V červnu 2024 byl v dolní části nádraží otevřen nový parkovací dům s kapacitou 176 míst pro auta a 99 míst pro jízdní kola. Parkovací dům doplňuje ještě venkovní parkoviště s kapacitou 40 míst. Od roku 2018 jsou před vlakovým a autobusovým nádražím k dispozici cykloboxy pro jízdní kola.

### Železniční doprava

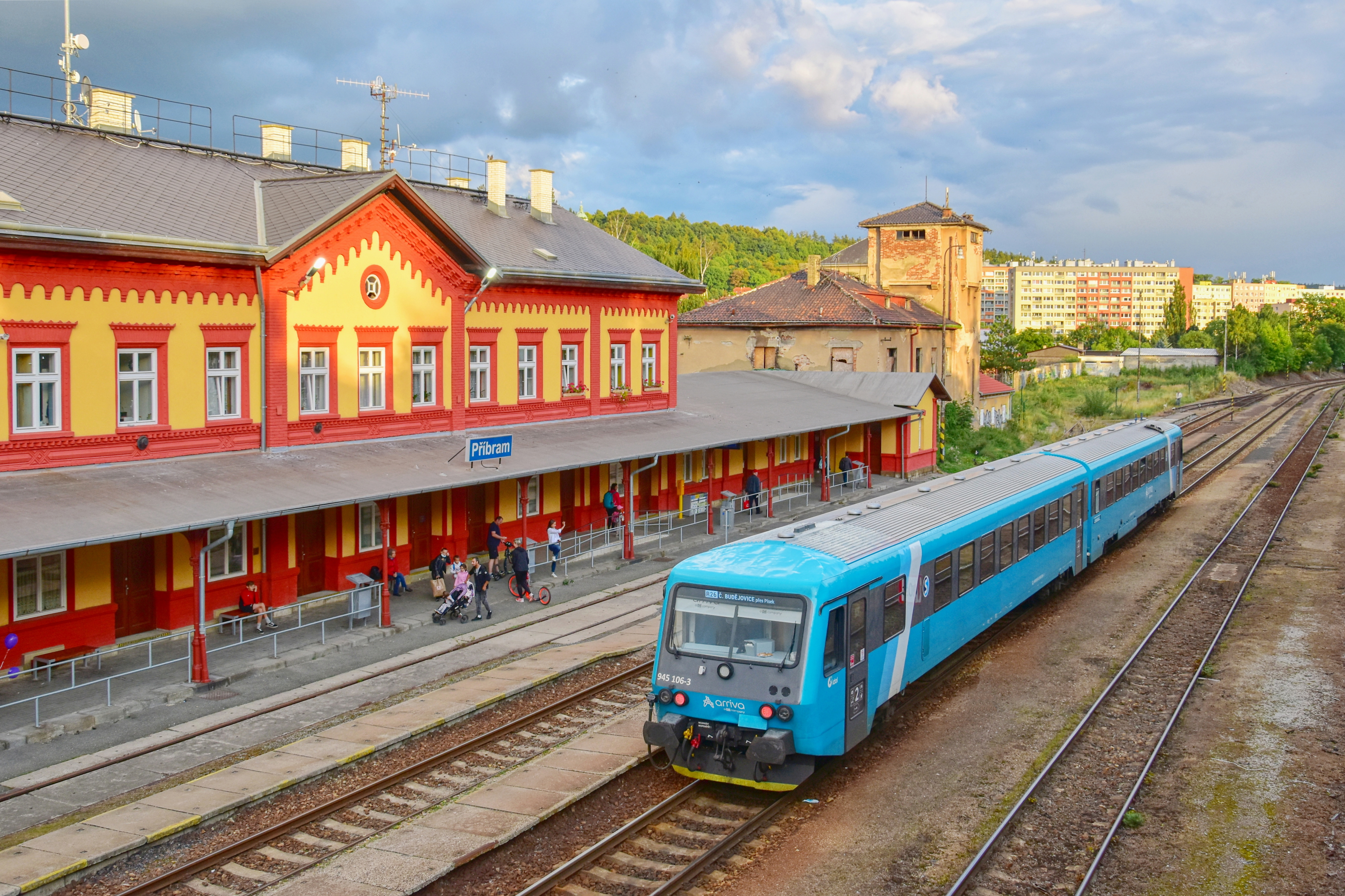
Dopravce ARRIVA vlaky zajišťuje rychlíkové spojení na trase Praha - Beroun - Příbram - Písek - Protivín - České Budějovice

Příbramské nádraží se nachází na jednokolejné regionální železniční trati Zdice–Protivín, která byla otevřena v roce 1875. Nádraží je důležitým uzlem pro osobní i nákladní dopravu, přičemž vlečky vedou do místních průmyslových podniků a bývalých dolů. Osobní doprava slouží především místním obyvatelům a turistům, i přes konkurenci rychlejších autobusů do Prahy po dálnici D4. Osobní vlaky, linky S60, jedoucí do Zdic a Berouna a opačným směrem do Březnice, Blatné nebo Strakonic jsou provozovány modernizovanými jednotkami Regionova Českých drah, kterých zde zastavuje několik párů denně. Několik párů rychlíků, linky R26, denně také spojují Příbram s Prahou, Berounem, Pískem, Protivínem a Českými Budějovicemi, které provozuje společnost ARRIVA vlaky.
Ve městě se také nachází železniční zastávka Příbram sídliště, která byla otevřena v roce 2020. Zastavují zde také osobní vlaky Českých drah. Každý všední den ráno zde zastavuje jeden spoj rychlíku z Písku do Prahy. O víkendech a svátcích během letní sezóny zastavuje v Příbrami také spěšný vlak Českých drah linky T6 s názvem Cyklo Brdy, směřující z Prahy do Blatné. Během letních prázdnin vyjíždí turistický vlak Cyklohráček, který vyjíždí z Prahy hlavního nádraží a pokračuje přes Dobřichovice, Řevnice, Beroun, Zdice, Příbram, Březnici až do Rožmitálu, odkud se vrací zpět do Prahy. Oba vlaky zastavují na nádraží i na sídlišti.

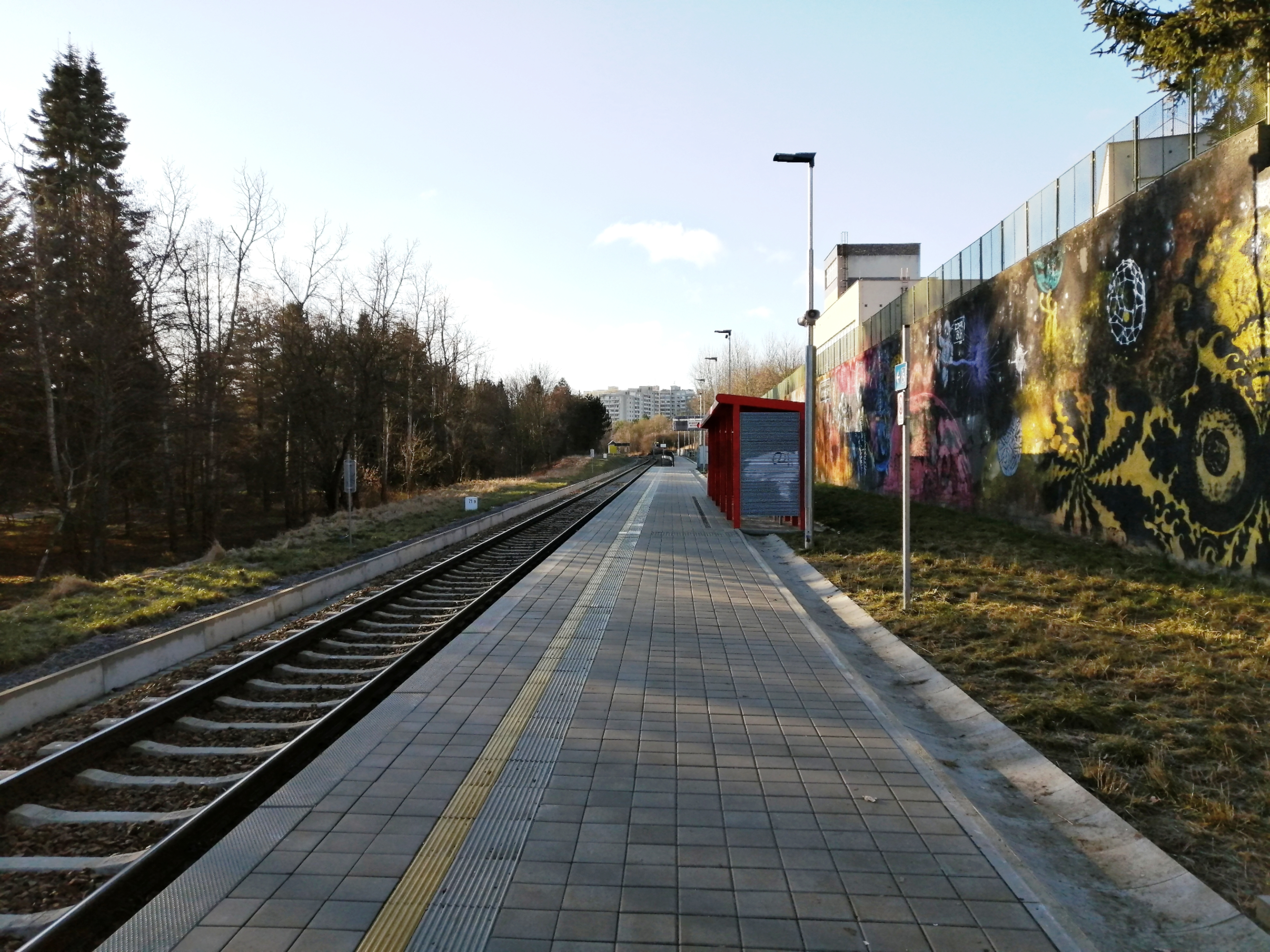
Železniční zastávka Příbram sídliště

### Letecká doprava
Příbramské letiště (ICAO kód LKPM) se nachází 6 km severovýchodně od města, u obcí Dlouhá Lhota a Suchodol. Toto civilní letiště má denní provoz a vzletovou a přistávací dráhu dlouhou 1,45 km. Letiště je využíváno především pro rekreační a sportovní účely. Často se zde konají tzv. tuning srazy.

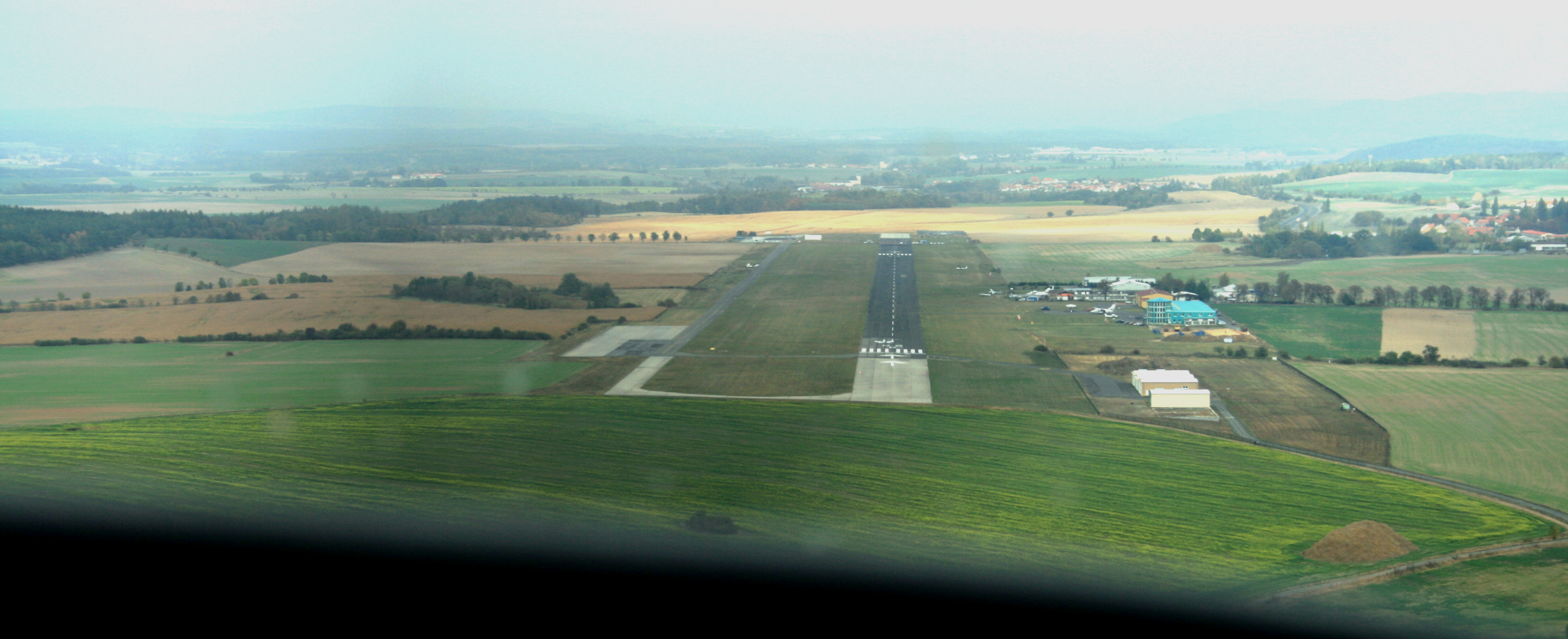
Letiště Příbram

## Školství

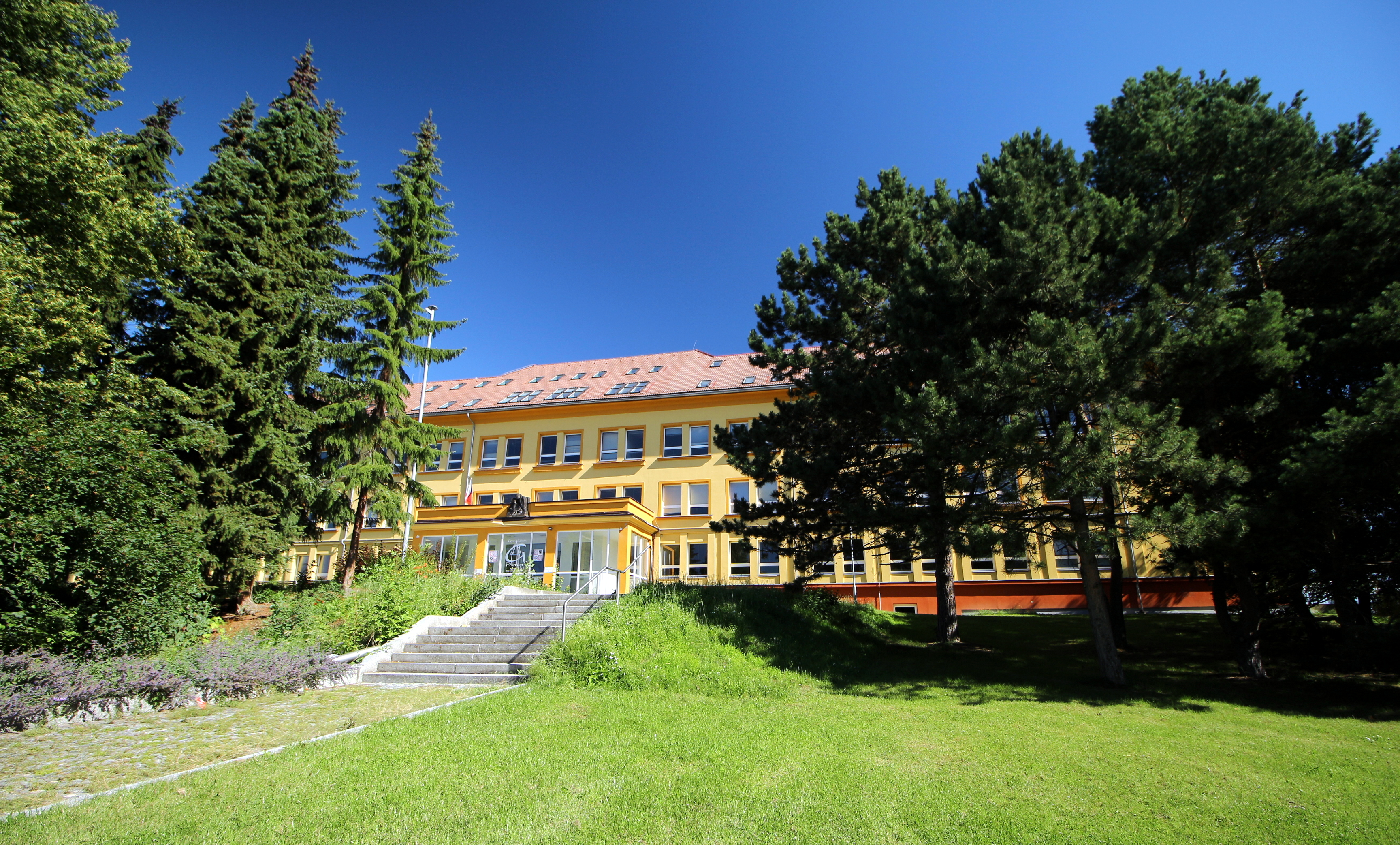
Gymnázium Příbram

Příbram je městem se bohatou historií ve školství. Již od počátku 19. století zde existovala Vysoká škola báňská, založená v roce 1849, která se v roce 1945 přesunula do Ostravy. Tento institut představoval významné vzdělávací centrum až do svého odstěhování, které Příbrami vzalo status vysokoškolského města, získaného v roce 1894. V roce 2005 se městu podařilo obnovit vysokoškolskou přítomnost prostřednictvím pobočky Vysoké školy evropských a regionálních studií (VŠERS).
Střední vzdělávání v Příbrami zahrnuje dvě gymnázia: Gymnázium Příbram, založené v roce 1871, a Gymnázium pod Svatou Horou, zřízené v 90. letech 20. století. V březnu 2021 schválilo zastupitelstvo Středočeského kraje sloučení těchto dvou gymnázií. Administrativní propojení obou škol nastalo k 1. září 2022 a jejich plné sloučení je plánováno do roku 2025. Nástupnickou organizací má být Gymnázium Příbram, které zůstane v současné budově v ulici Legionářů.[zdroj?] Další střední školy v Příbrami zahrnují například Obchodní akademii, Střední zdravotnickou školu nebo Střední průmyslovou školu, která navazuje na tradici Báňské školy založené v roce 1851.
Příbram spravuje celkem třináct mateřských škol, včetně waldorfské mateřské školky. Město má také sedm základních škol, z nichž šest provozuje běžný vzdělávací program a jedna uplatňuje waldorfskou pedagogiku od roku 1991. Kromě toho provozuje Příbram dvě základní umělecké školy. Kromě toho ve městě fungují dvě vysoké školy. Dvě mateřské školy a jedna základní škola nejsou založeny městem Příbram, ale mají jiné zřizovatele.

Mimo to, v místní části Lazec, funguje soukromý dětský domov - Dětský domov "Pepa" Příbram-Lazec o.p.s., který začal fungovat v roce 2002. Je také začleněn do sítě škol a školských zařízení.
Mateřské školy:
- MŠ V Zahradě (ul. Jungmannova)
- MŠ Kličkova vila (ul. Ondrákova)
- MŠ Klubíčko (ul. Okružní)

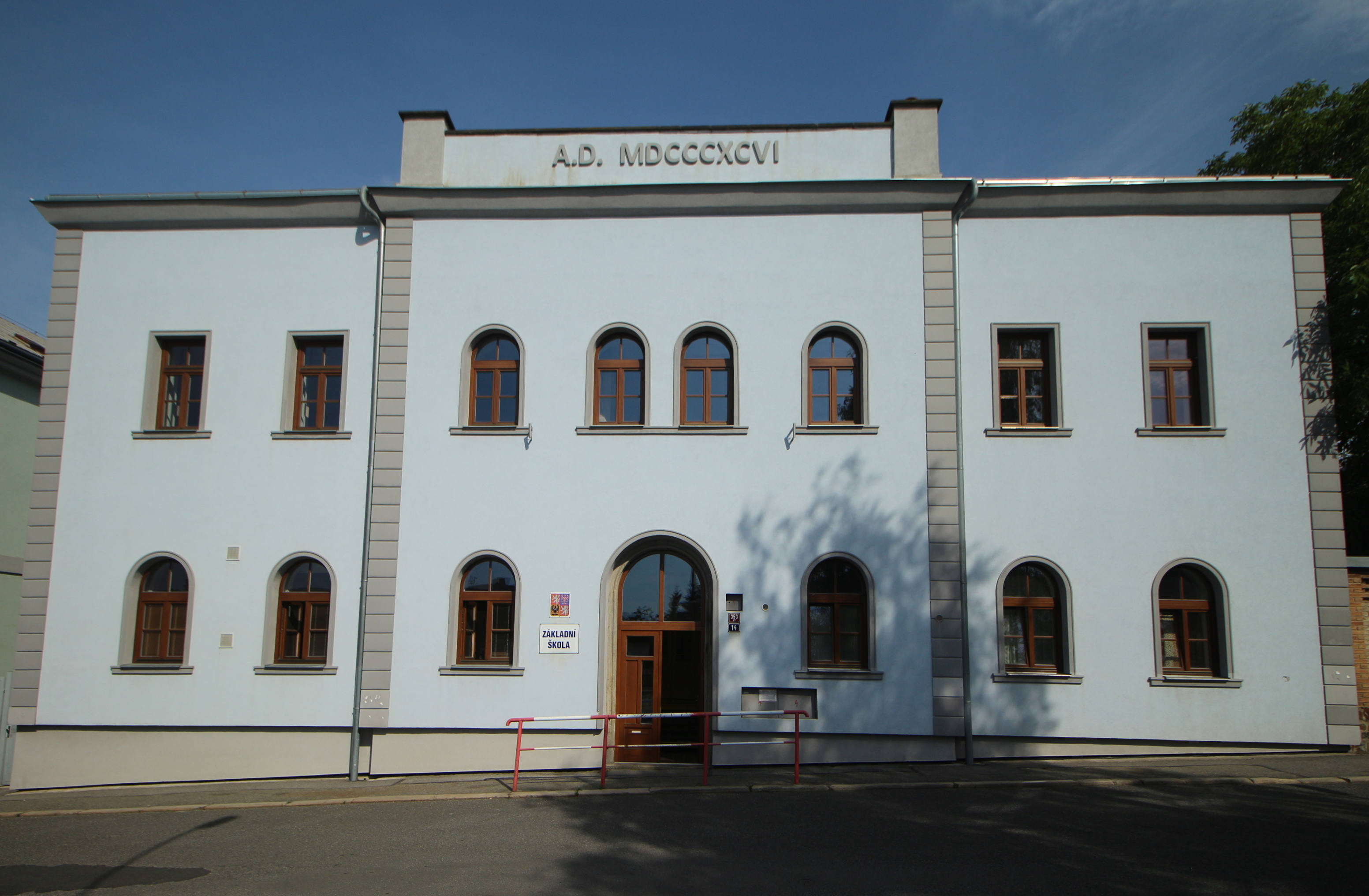
Základní škola Příbram-Březové Hory, Prokopská

- MŠ Perníková chaloupka (ul. Kutnohorská)
- MŠ, 28. října, Příbram VII
- MŠ, Bratří Čapků, Příbram VII
- MŠ Pohádka (ul. Hradební)
- MŠ, Příbram VII, Jana Drdy (také MŠ Žežická)
- MŠ, Příbram III, Jungmannova
- MŠ, Příbram VIII, Školní
- MŠ pod Svatou Horou (náměstí Dr. Josefa Theurera)
- MŠ Rybička (ul. Fibichova)
- MŠ speciální, Příbram I, Hradební
- Alternativní MŠ (ul. Školní)
- All Stars School - mateřská a základní škola, s. r. o. (ul. Březnická)
- Lesní mateřská škola Kozičínský Klabánek z. s., Sedlice

Základní školy:
- ZŠ pod Svatou Horou, Příbram (ul. Balbínova)
- ZŠ, Příbram-Březové Hory, Prokopská
- ZŠ, Příbram II, Jiráskovy sady
- ZŠ, Příbram VII, 28. října
- ZŠ, Příbram VII, Bratří Čapků
- ZŠ, Příbram VIII, Školní
- Waldorfská škola Příbram - mateřská škola, základní škola a střední škola (ul. Hornická)
- Základní umělecké školy:
- ZUŠ Antonína Dvořáka, Příbram (ul. Krátká)
- ZUŠ, Příbram I, náměstí T. G. Masaryka

Střední školy:
- Gymnázium Příbram, Legionářů
- Integrovaná střední škola hotelového provozu, obchodu a služeb, Příbram, Gen. R. Tesaříka
- Obchodní akademie a Vyšší odborní škola, Příbram I, Na Příkopech
- Odborné učiliště, Praktická škola, Základní škola a Mateřská škola Příbram IV (ul. Pod Šachtami)
- Střední odborná škola a Střední odborné učiliště, Dubno (Příbram I)
- Střední průmyslová škola a Vyšší odborní škola, Příbram II, Hrabákova
- Střední zdravotnická škola a Vyšší odborná škola zdravotnická, Příbram I, Jiráskovy sady

Vysoké školy:
- Vysoká škola evropských a regionálních studií, o. p. s., v Českých Budějovicích, detašované pracoviště Příbram, Dlouhá, Příbram III
- Vysoká škola zdravotníctva a sociálnej práce sv. Alžběty, Ústav sv. J. N. Neumanna, Jiráskovy sady, Příbram II

## Kultura
Kulturní a umělecký život zásadně ovlivňovalo především hornictví, což platilo až do konce 20. století. Hornický život popisovali básníci a spisovatelé Fráňa Kučera, Quido Maria Vyskočil nebo František Gellner, kteří žili nebo studovali v Příbrami. Také knihy nejznámějšího příbramského spisovatele Jana Drdy byly často inspirovány Příbramí. Ve svých pohádkových divadelních hrách využíval jmen okolních vesnic, některé z povídek v knize Němá barikáda jsou zpracováním válečných událostí v Příbrami (zvláště v povídce Vyšší princip – viz Dějiny Příbrami) a jeho kniha Městečko na dlani přímo popisuje život na příbramském maloměstě, i když některé reálie nesouhlasí (město mj. je přejmenováno na Rukapáň a teče jím řeka).

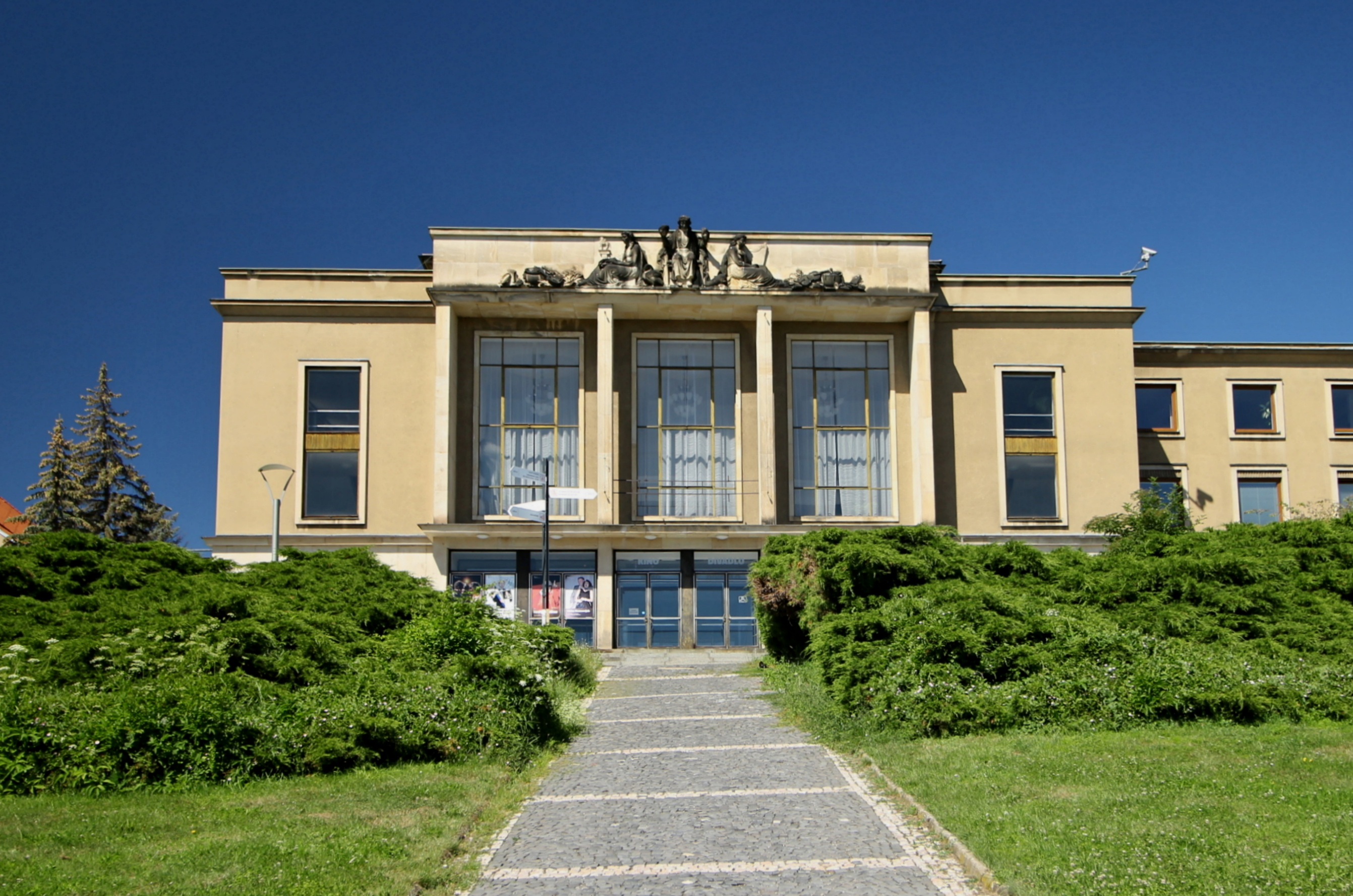
Kulturní dům – Divadlo Antonína Dvořáka

### Divadlo
Divadelnictví má v Příbrami dlouhou tradici díky ochotnickým souborům. Navzdory dlouhé snaze o vybudování stálé divadelní scény se představení dlouho musela konat v různých sálech, především v sokolovně. Až v roce 1959 byl vybudován Kulturní dům, postavený podle návrhu architekta Václava Hilského, v němž sídlí příbramské divadlo a kde jsou také společenský sál a kino (jediné další městské kino je kino letní, dva další kinosály byly po roce 1989 uzavřeny). .První filmové projekce byly ale v Příbrami uskutečněny už v roce 1914. Divadlo Antonína Dvořáka v Příbrami je stálou divadelní scénou s profesionálním souborem, i když jeho repertoár obohacují pravidelná zájezdní představení souborů z Prahy i odjinud. Posledním celostátně významným činem příbramského souboru bylo nastudování komedie Hrdý Budžes podle knihy příbramské rodačky Ireny Douskové. Barbora Hrzánová byla za herecký výkon v hlavní roli oceněna Cenou Thálie za rok 2004.[zdroj?]

### Hudba
Hudební život Příbrami je spojen se jménem Antonína Dvořáka, který měl své letní sídlo v nedaleké Vysoké u Příbramě a často navštěvoval i samo město. V roce 1969 byl v Příbrami založen Hudební festival Antonína Dvořáka Příbram, který se koná každoročně dodnes a přivádí do města a okolí významné domácí i zahraniční hudebníky a tělesa. Jeho součástí se stala i pravidelná klavírní soutěž s tříletou periodicitou. Příbram má vlastní amatérskou filharmonii, své koncerty pravidelně organizuje příbramský Big Band, na každoročních hornických slavnostech vystupují hornické dechové orchestry. Nejnovější formou souboru příbramských hudebníků je Soubor svatohorských trubačů.[zdroj?]
Jednou z forem hudebních aktivit v Příbrami je sborový zpěv. Nejvýznamnějšími sbormistry byli Antonín Vepřek a jeho syn Vladimír. V roce 1939 založil Antonín Vepřek Příbramský dětský pěvecký sbor, který je jedním z nejstarších dětských pěveckých sborů v České republice. Pěvecké sbory fungují také na řadě příbramských základních a uměleckých škol. Příbram také hostí každoroční mezinárodní přehlídku dětských pěveckých sborů.[zdroj?] Moderní hudba se v Příbrami hraje v několika klubech, z nichž nejdéle fungující je Junior klub. Ze zdejších hudebních skupin má největší reputaci punk rocková skupina E!E.[zdroj?]

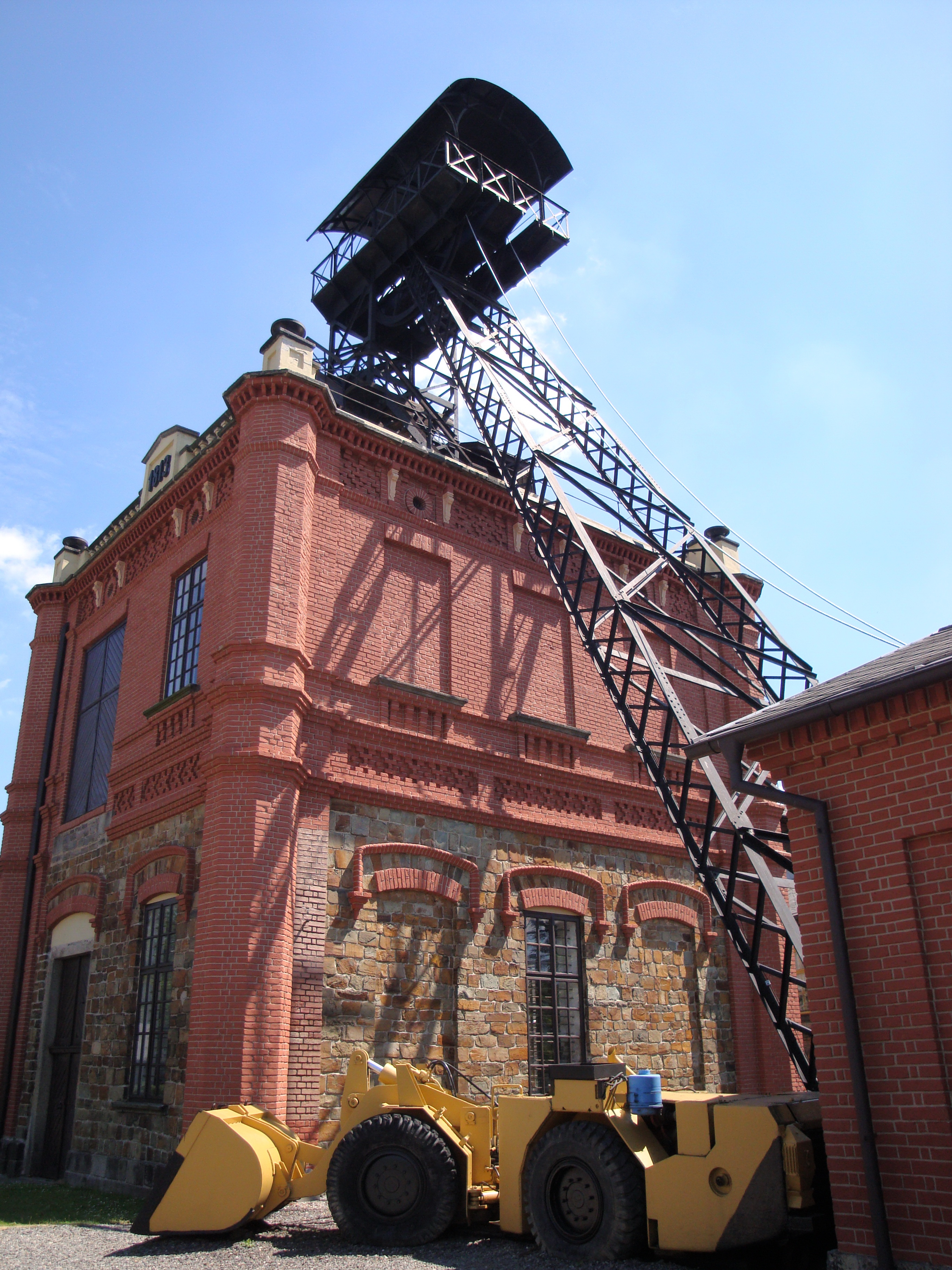
Ševčinský důl, jeden z objektů Hornického muzea Příbram

### Umění a řemeslo
Horníci a členové jejich rodin si často přivydělávali na živobytí řemesly a ručními pracemi (vyšívání, řezbářství, malování atd.), často na vysoké umělecké úrovni. Dodnes se v okolí Příbrami vyrábějí vánoční betlémy z nejrůznějších materiálů, Hornické muzeum také vlastní několik mechanických modelů dolů. Z profesionálních výtvarníků měl největší význam kreslíř a grafik Karel Hojden, žák Maxe Švabinského.
V Příbrami se také narodil celosvětově proslulý fotograf první poloviny 20. století František Drtikol. Městská galerie, která sídlí v Zámečku Ernestinu, nese Drtikolovo jméno a nabízí stálou expozici z jeho díla.

### Muzeum a knihovna
- Hornické muzeum Příbram – Příbramské muzeum bylo založeno v roce 1886 a po několika změnách zřizovatele je nyní financováno Středočeským krajem. Jde o největší muzeum svého druhu v České republice. Spravuje skanzen hornických objektů, jako jsou historická šachta s funkčním parním těžním strojem, hornická chalupa, Mariánská štola s důlním vláčkem, historická a geologická expozice atd.
- Knihovna Jana Drdy – Knihovna zahájila svoji působnost jako lidová knihovna 1. října 1900 ve školní budově na Komenského náměstí. V knihovně mělo 255 čtenářů 790 knih. Po dvou letech byla knihovna přestěhována do městského chudobince, po roce 1918 do městského sirotčince. V roce 1945 měla sídlo na městské radnici (bývalá Česká spořitelna) a na počátku 50. let byla přemístěna do domu na kraji náměstí při ústí Pražské ulice, kde sídlila až do roku 1984. Z těchto prostor přesídlila do prostor v nichž je dodnes (náměstí T. G. Masaryka). Budova prošla od té doby několika úpravami a dostavbou. V roce 1948 získala statut okresní knihovny, v roce 1953 byla zřízena první pobočka, bývalá Jiráskova knihovna na Březových Horách, v roce 1959 byla otevřena knihovna pro dospělé i dětské čtenáře na novém sídlišti. V roce 1990 byla knihovna přejmenována na Knihovnu Jana Drdy. Od roku 1993 je knihovna zřizována městem Příbram a otevírá Informační centrum. Od roku 1994 je plně automatizována, v roce 1998 zřizuje veřejnou internetovou stanici. Od roku 1996 knihovna provozuje i vydavatelství, vydává především knihy regionálních autorů a knihy o Brdech a Podbrdsku. Vykonává regionální funkci pro knihovny území okresu Příbram a části okresu Beroun. V roce 2007 byla dokončena automatizace výpůjčního systému v celé knihovně a všech jejích pobočkách (Křižák, Březové Hory, Škola). V roce 2018 prošla budova, v níž knihovna sídlí, zásadní rekonstrukcí.[zdroj?]

### Sport

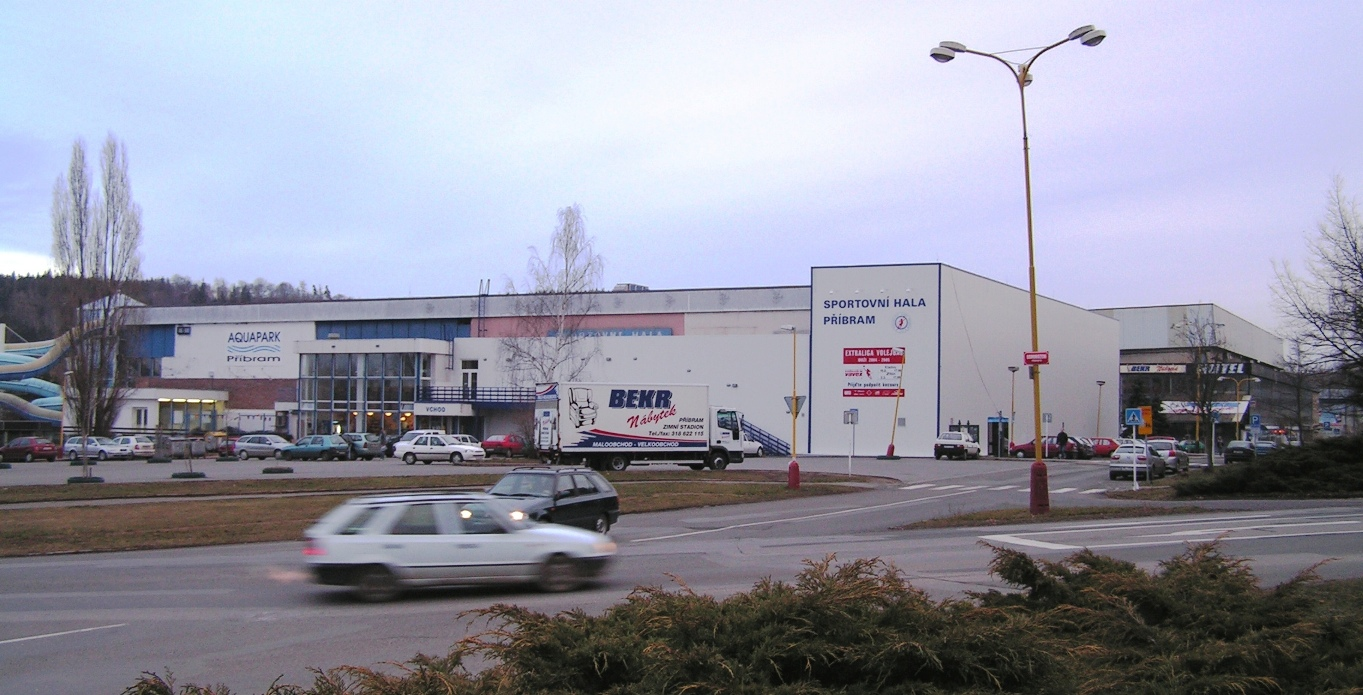
Sportovní hala s aquaparkem

V Příbrami se ještě nacházejí také kryté zimní stadiony (malá a velká hala, která je pro přibližně 5 000 diváků) a plavecký bazén (aquapark), a řada hřišť a tenisových center. Několik základních škol v Příbrami má specializované sportovní třídy a většina škol má moderní sportovní zařízení. Dříve fungoval městský lyžařský areál Padák. Sjezdovka byla dlouhá 320 m s převýšením 60 m a měla jeden dospělý a jeden dětský vlek. Sjezdovka je dlouhodobě uzavřena a pravděpodobně již nebude zprovozněna.

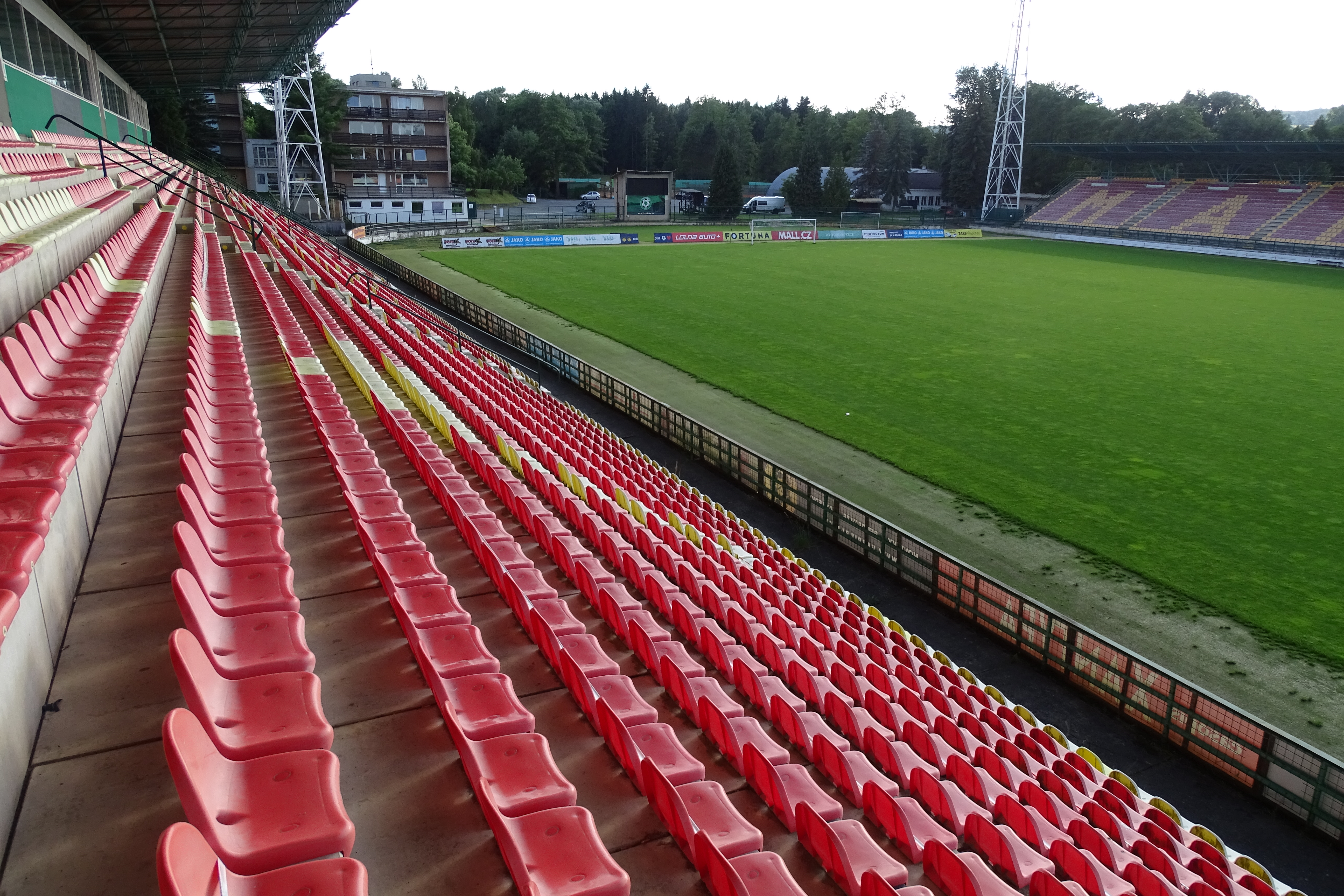
Stadion Na Litavce

Město pravidelně hostí Příbramský půlmaraton. Rallye Příbram (dříve Rallye Vltava) byla součástí evropského šampionátu v automobilových soutěžích, nyní je součástí mistrovství České republiky.
- Fotbal – V Příbrami sídlí fotbalový klub FK Příbram, který je nástupcem původního klubu SK Březové Hory (později známého jako Baník). Klub hraje své domácí zápasy na stadionu Na Litavce, který má kapacitu 9 100 diváků. V nejvyšší soutěži působil v letech 1997–2007, 2008–2017 a 2018–2021, celkem tedy 22 sezón. Největší úspěch zaznamenal v ročníku 2000/01, kdy obsadil 4. místo, což mu poprvé v historii zajistilo účast v evropských pohárech. V Poháru UEFA 2001/02 postoupil v 1. kole přes francouzský CS Sedan, ale ve 2. kole vypadl s řeckým PAOK Soluň. V současnosti hraje FK Příbram druhou nejvyšší soutěž. Příbramský dres oblékla řada slavných hráčů jako Ivo Knoflíček, Ivan Čabala, Rudolf Otepka, Horst Siegl, Marek Kulič, Martin Hašek, Jaromír Blažek, Daniel Šmejkal, Josef Hušbauer, Luděk Stracený, Petr Švancara, František Rajtoral, Lumír Mistr, Rudolf Skácel, Antonín Barák, Jan Rezek nebo Tomáš Zápotočný. Na trenérské lavičce se vystřídali i reprezentační trenéři Karel Jarolím, Jozef Chovanec a František Straka. Historicky starší (pátý nejstarší v České republice) příbramský klub, Spartak, také známý jako Horymír, hraje nižší regionální soutěže. Také malá kopaná hraje v Příbrami důležitou roli, v dlouhodobých soutěžích hraje téměř padesát mužstev.
- Volejbal – Mužský volejbalový tým VK Příbram, založený v roce 1935, hraje od roku 1998 extraligu. Klub má přezdívku "Kocouři". Největšími úspěchy týmu jsou dva ligové bronzy z sezón 2001/02 a 2011/12. [24]Domácí zápasy hraje ve sportovní hale v ulici Legionářů. Ta byla otevřena v roce 1978 a rozšířena při rekonstrukci v roce 2005.
- Hokej – Hokejový klub v Příbrami byl v roce 2006 přihlášen do nižší regionální ligy.

### Akce a festivaly
- Hudební festival Antonína Dvořáka – každoroční hudební událost konaná od konce dubna do začátku června v Příbrami a okolních městech a obcích. Byl založen v roce 1969 a zahrnuje průměrně deset koncertů v různých historických a kulturních místech. Festival vznikl díky Společnosti Antonína Dvořáka a od roku 2015 ho organizuje nezisková organizace Dvořákovo Příbramsko. Na festivalu vystupují významní čeští i zahraniční umělci a orchestry. Součástí jsou také doprovodné akce pro děti a širokou veřejnost.
- Prokopská pouť – každoroční hornická událost konaná na Březových Horách, jejíž součástí jsou kostýmované průvody, tradiční scénky a pouťové atrakce. Program zahrnuje hudební, taneční a divadelní vystoupení, trhy a historické prezentace spojené s hornictvím. Součástí je také slavnostní průvod horníků a Hutní paráda. Pro návštěvníky je možnost prohlídky Hornického muzea, kde je vstup za symbolickou jednu korunu a otevřena je i hasičská expozice v areálu dolu Marie.
- Svatohorská šalmaj – historická slavnost se konaná na Svaté Hoře. Kombinuje dobovou hudbu, divadlo, řemesla a tradiční atmosféru. Účinkují zde muzikanti, kejklíři, kouzelníci, komedianti, tanečníci a šermíři. Akce přitahuje širokou veřejnost a má i mezinárodní účast umělců.
- Příbramský půlmaraton – Příbramský půlmaraton je každoročně konaná sportovní akce, která nabízí několik různých závodů: dětské závody, fitness běh na 3,5 km, půlmaraton pro jednotlivce a štafety. Hlavní závod, půlmaraton, má délku 21,1 km a běží se centrem města ve čtyřech okruzích. K dispozici je i štafetová varianta půlmaratonu, kde čtyři členové týmu běží každý 5,3 km. Start a prezence závodů probíhají na náměstí T. G. Masaryka, kde je také k dispozici parkování a další zázemí pro účastníky.
- Díky!FEST – festival pořádaný Oblastní nemocnicí Příbram ve spolupráci s městem. Koná se na Světový den dárců krve, 14. června. Vstupenky jsou zdarma pro zaměstnance nemocnice, dárce krve a složky IZS v Příbrami. Hlavními hvězdami jsou Slza, Pekař, Jamaron, Vojtaano, Jazz Faces a Štefan Margita s Iris Moris.
- Novák Fest – Každoroční rodinná akce konaná v areálu Nového rybníka v Příbrami. Festival nabízí širokou škálu sportovních, kreativních a vzdělávacích aktivit, jako je lezení, lukostřelba, vodní skluzavka, obří nafukovací fotbal a mnoho dalších. Akce se účastní místní školy, organizace a sportovní kluby. Program zahrnuje i olympijský ceremoniál a předávání medailí.
- Svatohorský Downtown – Sjezdový závod na kolech konaný v Příbrami, který začíná na Svaté Hoře a končí v dolní části Pražské ulice. Trasa závodu prochází centrem města a je obklopena fanzónami pro diváky, kteří zde mohou sledovat jezdce při jejich jízdách. Akce zahrnuje bezpečnostní opatření a nabízí různé zábavné programy, včetně afterparty v klubu Šachta po skončení závodu. Podél trati jsou tři hlavní místa pro diváky s občerstvením, posezením, stánky a adrenalinovým vyžitím, a to na Svaté Hoře, na náměstí Dr. Josefa Theurera, kde se nachází tramvaj a na Václavském náměstí.
- Fesťáczek – Rodinný punkový festival, který se konal poprvé v roce 2024 v Jerusalemě. Jedná se o akci plnou divokých aktivit a punkového šílenství, zaměřenou na malé rebely, rebelky a jejich rodiče. Festival nabízí různorodý program, včetně divadelních představení, hudebních vystoupení a doprovodných aktivit jako je žonglování, tatoovačka, barevné kadeřnictví, dílničky a další. Místo konání je speciálně upraveno pro příjemný a kreativní čas strávený celou rodinou.

### Média
- Městský zpravodaj Kahan – Zpravodaj vychází v Příbrami od roku 1992. Je to dlouhodobě uznávaný zpravodaj, který informuje obyvatele města o aktuálních událostech a dění v Příbrami a okolí. Město ho vydává 11× ročně a slouží k informování občanů.
- Televize Fonka – TV Fonka zahrnuje regionální zpravodajství z Příbramska.

Na území města se nacházejí webkamery, které poskytují živé přenosy z různých lokalit. Mezi příklady těchto lokalit patří náměstí 17. listopadu, náměstí J. A. Alise, náměstí T. G. Masaryka, Jiráskovy sady, Dvořákovo nábřeží, autobusové nádraží, Nový rybník, plavecký bazén či zimní stadion. Tyto kamery umožňují občanům i návštěvníkům sledovat aktuální dění ve městě v reálném čase.

### Cena města Příbrami
Cena města Příbrami je ocenění udělované městem Příbram za významné přispění k rozvoji města a regionu, a za šíření dobrého jména města doma i ve světě. Zpravidla se uděluje jednou ročně, včetně možnosti ocenění in memoriam. Návrhy mohou podávat jednotlivci i organizace, které posuzuje pracovní skupina jmenovaná starostou. O udělení ceny rozhoduje zastupitelstvo města. Cena je obvykle předávána během závěrečného koncertu Hudebního festivalu Antonína Dvořáka.[zdroj?]

## Pamětihodnosti

### Sakrální stavby

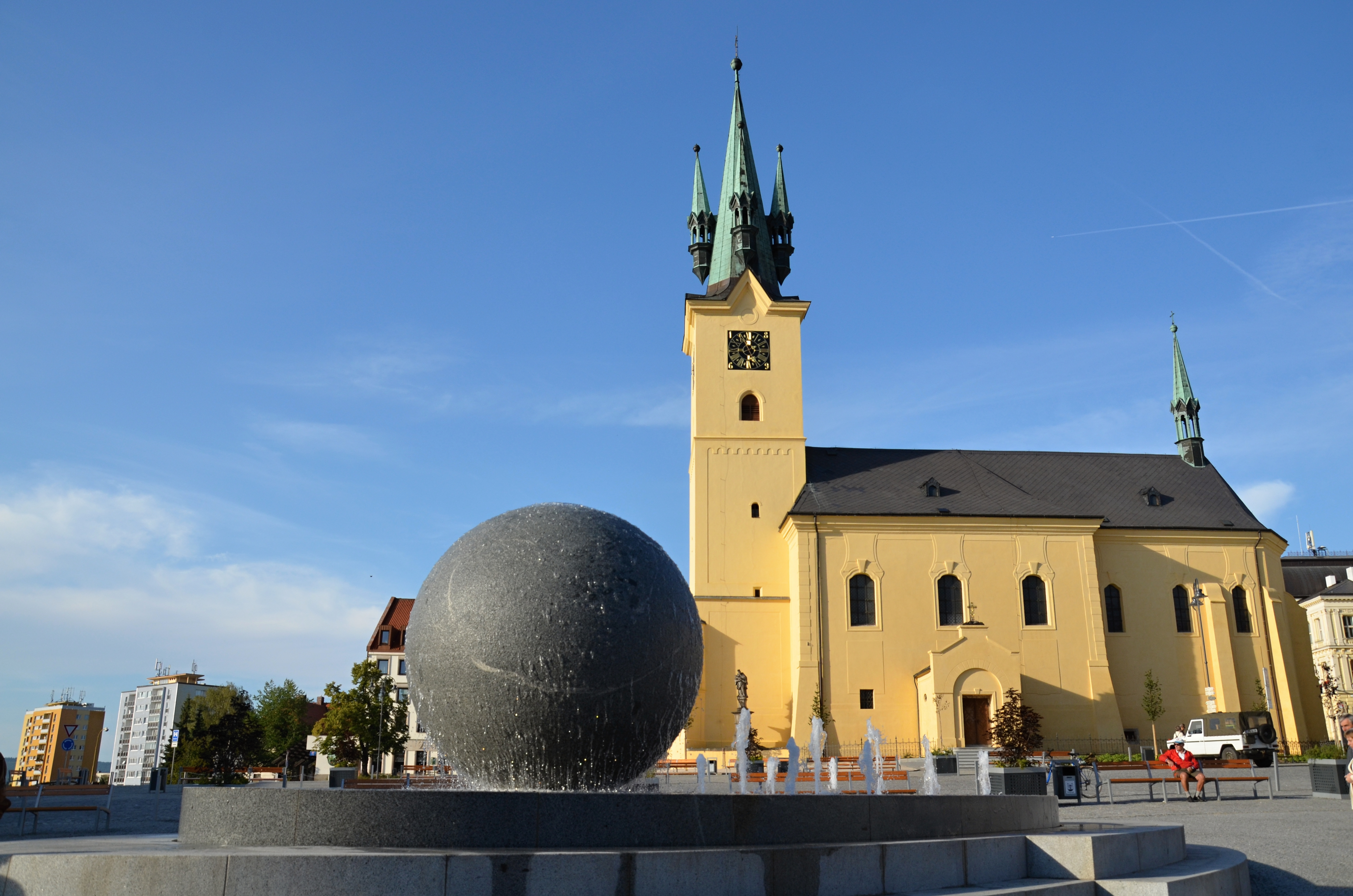
Gotický kostel sv. Jakuba Staršího a fontána na náměstí T. G. Masaryka

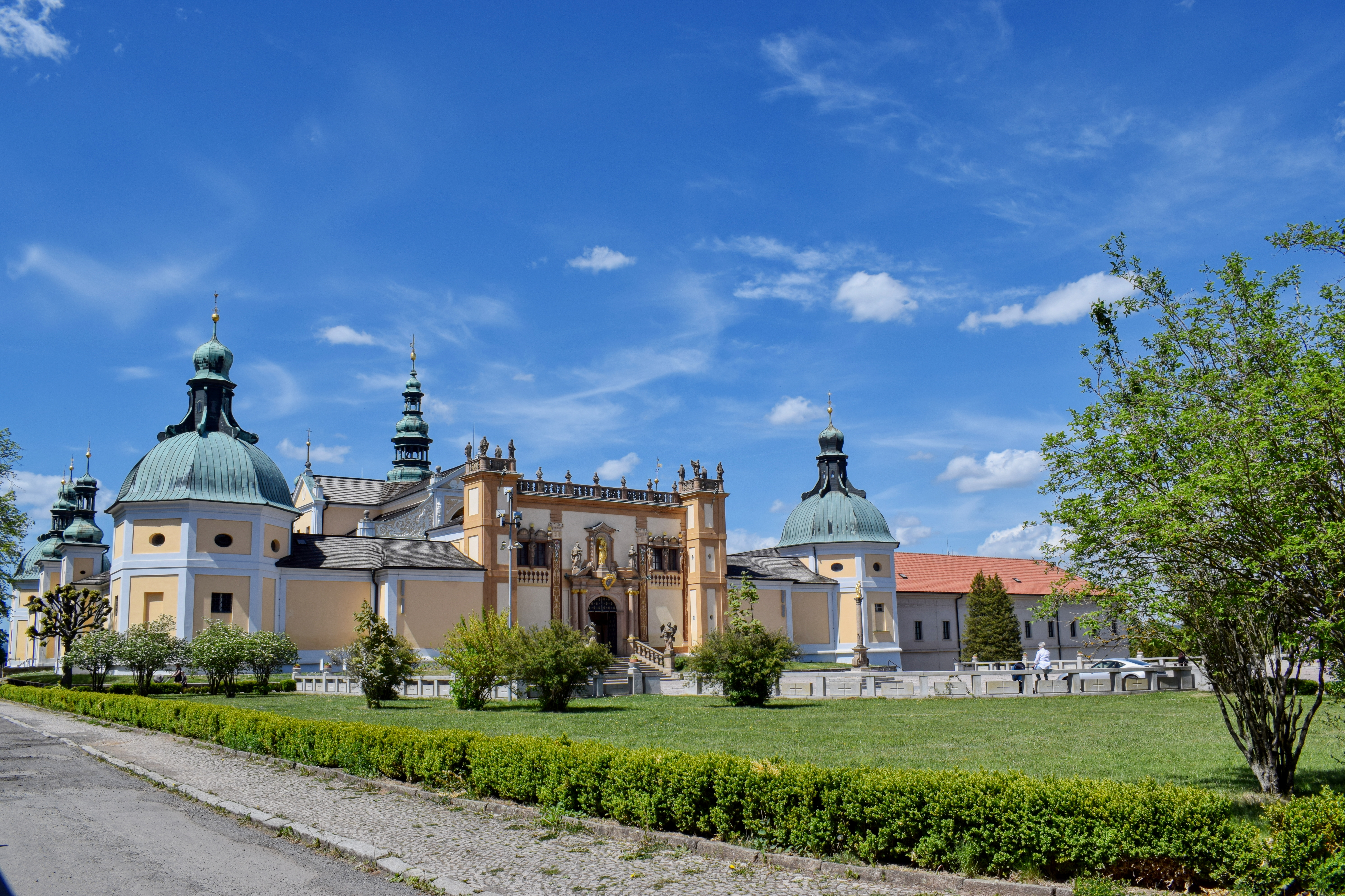
Barokní areál Svatá Hora

- Svatá Hora – Významný barokní areál a poutní místo, jehož areál tvoří obdélný komplex ambitů se čtyřmi kaplemi v rozích, kde uvnitř na vysoké terase stojí původně gotický kostel Nanebevzetí Panny Marie. Kostel byl přestavěn a  rozšířen v letech 1660–1673 za účasti architekta Carla Luraga. K severnímu křídlu ambitů přiléhá bývalá jezuitská rezidence (Svatohorská rezidence) a klášter. Z komplexu vedou do města kryté Svatohorské schody s přilehlým Svatohorským sadem.
- Kostel sv. Jakuba Staršího – kostel na náměstí T. G. Masaryka, byl založen v první polovině 13. století. Původně se jednalo o gotickou stavbu, která prošla několika přestavbami. Současná podoba pochází z 2. poloviny 19. století, kdy kostel prošel historizujícími úpravami.
- Kostel sv. Vojtěcha – Římskokatolický kostel na náměstí J. A. Alise byl postaven v letech 1886–1889 v novorenesančním slohu podle návrhu Antonína Bauma a Bedřicha Münzbergera. Je chráněn jako kulturní památka.
- Kostel sv. Prokopa – Chrám Československé pravoslavné církve, který byl postaven v roce 1901 v pseudorománském slohu na vrcholu Prokopské ulice v Březových Horách. Stojí na místě, kde vznikla první zvonice v 16. století. Kostel je chráněn jako kulturní památka.
- Sbor Mistra Jakoubka ze Stříbra – Funkcionalistický kostel na Březových Horách postavený v roce 1936.

### Profánní stavby

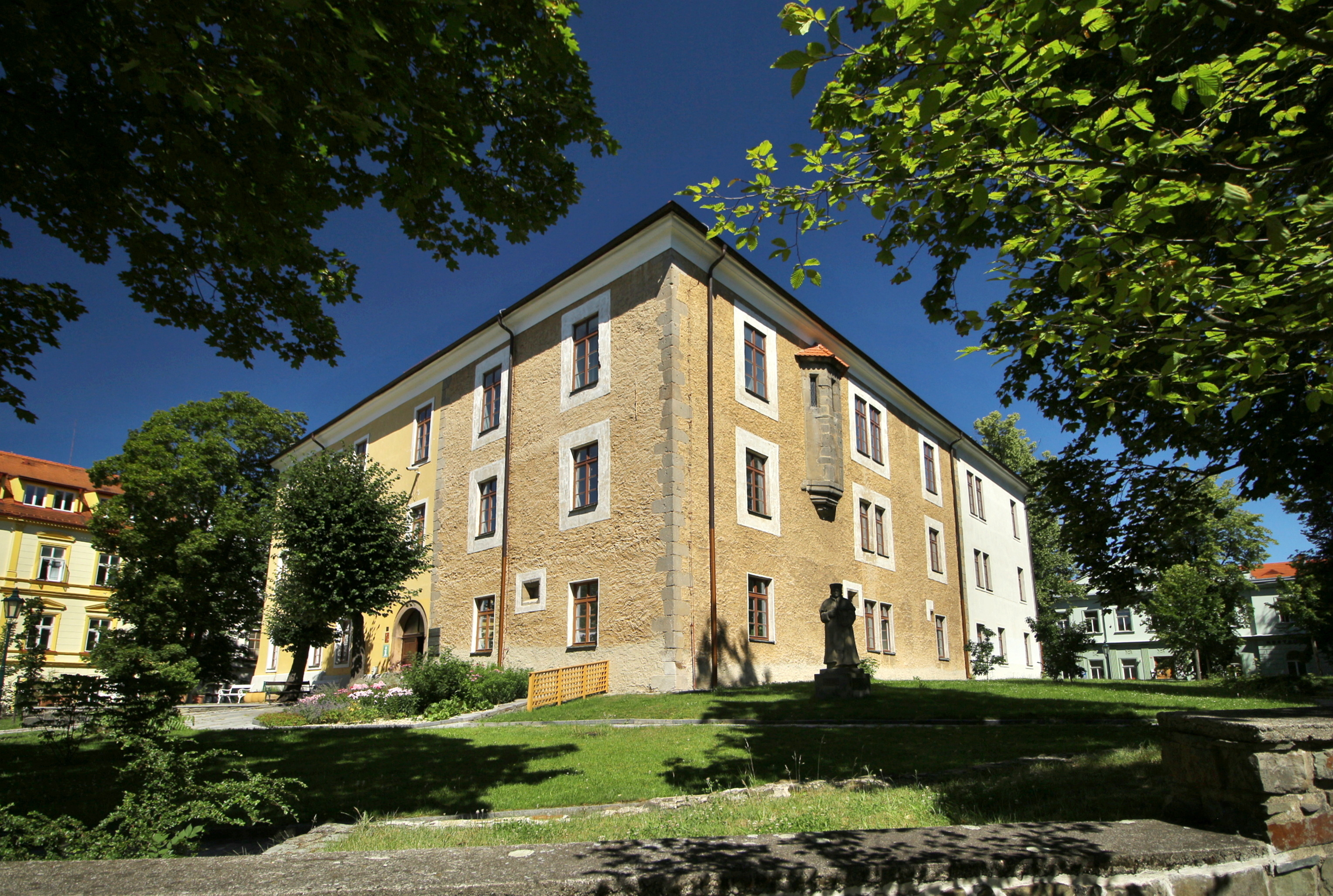
Zámek Ernestinum

- Zámek ErnestinumZámek Ernestinum – Zvaný též Zámeček je někdejší arcibiskupské sídlo, které stojí na místě dřívější tvrze ze 13. století. Sídlí městská galerie a nachází se zde expozice fotografií Františka Drtikola. V blízkosti se nachází památník obětí první světové války od akad. sochař Václava Šáry, podle návrhu architekta Jana Kotěry a sochaře Jana Štursy.
- Báňské ředitelství – Budova Rudných dolů je pozdně klasicistní budova, založená na místě několika starších městských domů, stojící na náměstí T. G. Masaryka. Údajně je dílem architekta Pietra Nobileho. Budova je chráněna jako kulturní památka od roku 1996.
- Kulturní dům – Postaven v letech 1957–1959 podle návrhu architekta Václava Hilského. Na sochařské výzdobě se podílel B. Stefan a ateliér Jana Laudy. Stavba je chráněna jako kulturní památka od roku 2006. Sídlí zde Divadlo Antonína Dvořáka. V blízkosti stojí socha Antonína Dvořáka od sochaře Josefa Wagnera.
- Ševčinský důl, důl Anna, Vojtěch, Marie a Prokop
- Budova konviktu – Budovu bývalého arcibiskupského konviktu v Jiráskových sadech z roku 1892 v novorenesančním francouzském slohu navrhl architekt Vojtěch Ignác Ullmann. Nyní budovu využívá Vysoká škola báňská.
- Sokolovna

### Pomníky a sochy
- socha Antonína Dvořáka (sochař Josef Wagner)
- socha Horníka (sochař Ivan Lošák) u příbramského gymnázia
- socha arcibiskupa Arnošta z Pardubic (sochař Ivar Kodym)
- budova bývalého soudu (sgrafita podle kreseb Mikoláše Alše s hornickými motivy)
- pomník literárnímu dílu Aloise Jiráska (sochař Václav Šára)
- busta generála Richard Tesaříka
- busta Antonína Dvořáka na Dvořákově nábřeží

### Parky
- Jiráskovy sady – park v centru staré Příbrami, obklopený historickými budovami

## Osobnosti

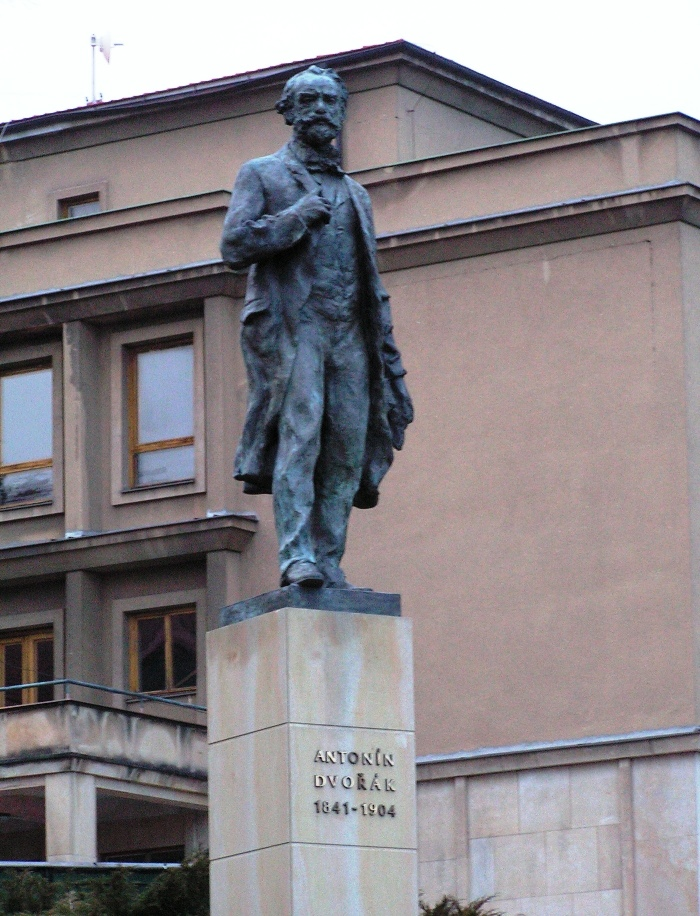
Socha Antonína Dvořáka u kulturního domu

- Arnošt z Pardubic (1297–1364), arcibiskup pražský, vlastník příbramského panství
- Bohuslav Balbín (1621–1688), spisovatel a dějepisec
- Jan Karel Škoda (1810–1876), kněz, spisovatel a pedagog
- František Pošepný (1836–1895), geolog, vedl Báňskou akademii v Příbrami
- Antonín Dvořák (1841–1904), skladatel, přebýval často v blízké Vysoké u Příbramě, kde zkomponoval svou operu Rusalka
- Josef Theurer (1862–1927), fyzik, rektor Vysoké školy báňské v Příbrami
- Sigismund Bouška (1867–1942), duchovní, spisovatel, čelný představitel a jeden z iniciátorů hnutí Katolické moderny
- Hanuš Svoboda (1876–1964), hudební skladatel a pedagog
- Hanuš Jelínek (1878–1944), básník, překladatel a divadelní kritik
- František Gellner (1881–1914), básník
- František Drtikol (1883–1961), fotograf
- Fráňa Kučera (1897–1929), básník, prozaik a organizátor kulturního života na Příbramsku
- Hermína Týrlová (1900–1993), autorka animovaných filmů
- Jaroslav Soukup (1902–1989), salesiánský misionář v Peru, botanik
- Adina Mandlová (1910–1991), herečka
- Jan Drda (1915–1970), spisovatel
- Josef Doležal (1920–1999), atlet - chodec, olympijský medailista (stříbro 1952)
- Jan Baptista Bárta (1921–1982), kněz a minorita, vůdčí osobnost katolického disentu za komunistického režimu
- Jan Čáka (1929–2018), výtvarník, spisovatel a skaut
- Pavel Juráček (1935–1989), filmový scenárista a režisér, signatář Charty 77
- Antonín Máša (1935–2001), filmový scenárista, režisér a dramatik
- Pavel Nový (* 1948), herec, žijící v Příbrami
- Josef Velfl (* 1956), historik a muzejník, ředitel Hornického muzea Příbram
- Karel Felt (* 1957), žurnalista, autor publikací
- Irena Dousková (* 1964), spisovatelka
- Michal Dusík (* 1971), sportovní komentátor
- Tomáš Zápotočný (* 1980), fotbalový obránce, narozen v Příbrami
- Vojtěch Vocílka (*2008), atlet, český dorostenecký rekordman v běhu na 60 m v hale

## Partnerská města
Partnerskými městy jsou:
- Anor, Francie (2005)
- Hoorn, Nizozemsko (1992)
- Kežmarok, Slovensko (1997)
- Königs Wusterhausen, Německo (1974)
- Ledro, Itálie (2008)
- Villerupt, Francie (1988)

Příbram dále spolupracuje s městy Altötting (Německo), které je jejím bývalým partnerským městem, a s městem Leśnica (Polsko). V letech 1994–2022 patřilo k partnerským městům i ruské město Čechov.

#### Obecné
- Hornické muzeum Příbram
- Hudební festival Antonína Dvořáka
- Město Příbram
- Oblastní nemocnice Příbram
- pribram.cz
- Poznej Příbram
- Svatá Hora
- YouTube - Město Příbram